# 慰安婦の年表
慰安婦の年表は、日本の慰安婦問題に関する年表である。

## 慰安婦・慰安婦問題に関する出版物と関連年表

### 慰安婦問題前史
- 1910年
  - 8月29日　大日本帝国による韓国併合。以降、太平洋戦争終戦まで、非正規兵を含む日本軍や日本国民/日本人の表記には旧大韓帝国人民も含まれる可能性があることに留意が必要である。

- 1932年
  - 長崎県の女性を騙して上海の慰安所に連れて行った日本人斡旋業者が、婦女誘拐海外移送罪で逮捕される（1937年有罪判決）[1]。

- 1938年
  - 『中央公論』3月号に石川達三が「生きている兵隊」を発表。第9章に「日本軍人の為に南京市内二個所に慰安所が開かれた」と記載された。「彼等壮健なしかも無聊に苦しむ肉体の欲情を慰めるのである」という表現は伏字とされた。第10章にも「大阪神戸附近から八十六人の商売女を駆り集め」とあるが当時は伏字とされた[2]

- 1939年
  - 1月『大同案内記』（日本国際観光局）出版。中国の大同市在住の日本職業婦人調査表には、内地人は芸妓59名・酌婦48名・女給81名、朝鮮人は芸妓1名・酌婦63名の記載[3]
  - 1月 「China Returns Good for Evil」、『China at War』1月号に掲載[4][注 1]。中国の捕虜収容所のリポート。捕虜の中に30人の朝鮮人がおり、そのうち6人は慰安婦(camp followers)で「北支の様々な地域で日本人に捕えられ、仕事を強いられた」と報じる。
  - アグネス・スメドレー「The Sources of Sadism in the China War」、『The China Weekly Review』3月18日号に掲載。「蘇州において日本軍はめったに強姦をせず、娼婦を利用するようになっている」という同誌の記事に反論し、「占領した地域で、日本軍は殺人をしていない時には、女狩りをしていた」、日本の傀儡が若い女を監禁し日本軍に提供しているので「日本軍が利用しているのは娼婦だけではない」、「皇軍慰安所（Comfort House of the Imperial Army）にいる女の多くは囚われたもの」だと主張[5]。
  - 3月4日 ソウル在住の元看守・河允明とその妻が少女を誘拐し大陸で売却していたことが発覚し、逮捕される。被害者は7年間で約150人。（河允明事件）
  - 3月9日 『東亜日報』に「誘引事件多端　遊郭業者が娼妓を地方に転売」との見出し。河允明に売られた少女が警察の追及を恐れる業者によって転売されており、一人が山東省の慰安所に来たところを救出されたと報じる[6]。
  - 4月 『CHINA FORUM（中華論壇週刊）』4月15日号が、日本軍が江西省南昌市を占領し「避難しなかった市民2000人を虐殺し、多くの若い女に慰安婦(army prostitutes)になることを強いた」と報じる[7][注 2]。
  - 『中央公論』8月号に邑楽慎一「戦場で逢った女たち」掲載

- 1942年
  - 茅盾『劫後拾遺』を発表[8]（學藝出版社）中国で刊行。42頁に「日本人多麼精明，他們平時每到一個碼頭，妓女是自己帶去的。現在是戰時，要花姑娘自然徵用。何况他們又有隨軍娼妓」というセリフ。同作品は、1963年に「香港陥落」として邦訳された。

- 1944年
  - 6月27日 日本政府閣議用資料「朝鮮総督府部内臨時職員設置制中改正の件」（内務大臣発、総理大臣宛）作成。朝鮮半島において「未婚女子の徴用は必至にして、中には此等を慰安婦となすが如き荒唐無稽なる流言巷間に伝わり」、このためもあって労働力の調達がますます困難になるという予測を示す。
  - 11月 「JAP ‘COMFORT GIRLS’」、『CBI Roundup』（11月30日付）に掲載[注 3]。「拉孟の玉砕戦」で捕虜になった慰安婦(comfort girls)についてのリポート。「朝鮮の平陽里出身」、「村に来た日本人の政治将校たちが、シンガポール後方の休養キャンプの運営、慰安、病院の手伝いの仕事だと言って募集に来た」、「4人ともどうしてもお金がほしかったので応募した」、「1500円もらった」、「船がシンガポールを通り過ぎ、ラングーン行きの列車に乗せられた時に運命を悟った」などと報じる。
  - 12月 イェン・シャオパン[注 4]「"WELCOME BACK TO CHINA!" A Prelude to the Reopening of the Burma Road」、『China at War』12月号に掲載[9]。連合軍によるビルマ・ロード開通までのリポート。ビルマのサドンで発見された20人の広東人慰安婦(army prostitutes)について記す。「5年前に広東が侵略された際に慰安婦にされ、香港、上海、タイ、ミットキーナへと連れられて来た」、「ミットキーナからバーモへ転戦する途中、朝鮮人慰安婦25人とともに離脱した」という[注 5]。

- 1945年
  - ワン・ツンパオ[注 6]「Japanese Army Prostitutes」、『China at War』2月号に掲載[10]。「拉孟の玉砕戦」で捕虜になった11人の日本人慰安婦(comforting girl)についてのリポート。「ほとんどは九州出身」、「日本政府に売春を強制されるまでは、女給や看護婦や女中だった」などと記述。鎮康県大寨の地下壕で見つかった晴れ着姿の慰安婦7人の死体について「日本軍が殺した」と断じる。
  - 6月 『タイム』6月11日号がビルマで英軍の捕虜になった日本人看護婦と「短髪、軍服姿でライフルを担いだ日本人慰安婦("comfort" girls)」について報じる[11]。
  - 6月 『タイム』6月18日号が沖縄で米軍海兵隊の捕虜になった朝鮮人慰安婦("tea-house" girls)10人の写真を掲載。「親によって仲介業者に売られた」と記す[12][注 7]。
  - 9月2日 日本が連合国に降伏
  - 12月 『コリアーズ』12月8日号にカリカチュア画家サム・バーマン(Sam Berman)による朝鮮人慰安婦の絵が掲載される。慰安婦(comfort women)は「兵士の慰安のため日本軍とともに旅することを強いられた女」と記す[14][注 8]。

- 1946年
  - 5月12日 韓国紙『ソウル新聞』に「倭軍慰安に連行されていた女性　中国にいる同胞有志らが収容保護」と見出し。「娘たちを女子挺身隊または慰安部隊という美名のもとに、日本はもちろん、遠く中国や南洋などに強制的にあるいはだまして送り出した事実」と記す。
  - ハーレット・アベンド『Reconquest, Its Results and Responsibilities』刊行。慰安婦は「擦り切れたような日本人娼婦と、だまされた朝鮮人少女と、日本軍が満洲・シナの都市を陥落した後に必ず起こった暴行殺戮の生き残りとがつくるキャラバン」だと記述[15][注 9]。

- 1947年
  - 田村泰次郎が朝鮮人慰安婦をテーマとした『春婦伝』を書く。あらすじを多少変え、1950年に『暁の脱走』として映画化。

- 1948年
  - 『ライフ』3月号に国民党側の捕虜になった中国共産党軍の慰安婦(comfort girls)13人の写真が掲載される[16]

- 1949年
  - 藤井重夫「永遠の哀號」、『文藝讀物』8月号に掲載[注 10]。拉孟の朝鮮人慰安婦が、自分は“国防婦人会の監督に当たる兵務部”に騙されて慰安婦になった、と語る場面がある。12月刊行の『サロン臨時増刊号　大日本帝國始末記』に再録。

- 1950年
  - 辻政信が『十五対一　ビルマの死闘』（酣灯社）に慰安婦(p.57)として「天草娘・朝鮮娘」(p.77)を記載

- 1952年
  - 日中戦争に従軍した伊藤桂一が戦記小説『夏の鶯』をサンデー毎日別冊に発表。朝鮮人慰安婦十数人のいる慰安所が表現された。第4回千葉亀雄賞、サンデー毎日大衆文芸入選。
  - 派遣軍宣伝班の一員であった今日出海が『悲劇の将軍』（文芸春秋社）を刊行。マニラ市長のギントに「・・女の配給を軍がしているのは困りものですね」と皮肉を言われた話や軍司令官が女を囲っている話。「醜業婦が下駄履きで御用船から降り、舗装道路を乱れた列を作って慰安所に配給される光景は、日本人の私が見ていて恥ずかしい思いがしたものである」

- 1953年
  - 2月27日 参院本会議で社会党の藤原道子議員が「米軍の暴行事件は、昨年12月までの独立後8ヵ月間におき1878件を数えた」と指摘[17]
  - 5月 富田邦彦編『戦場慰安婦』（富士書房）刊行。味坂ミワ子（仮名）の手記とされる。
  - 6月 田村吉雄『秘録大東亜戦史』（全12巻、富士書苑）刊行開始。「向いあって、四、五人の朝鮮出身の慰安婦がしゃがみ込んでいた。はじめ慰安婦たちは、我々に泊ってゆけとしつこくすすめたのである。『お金なんかどうでもいいんだよ。淋しいから泊っていきなさい』『タダでもいいよ、朝まで遊んでいきなさい』私の前にいた二十歳にもなるまいと思われる娘はとうとうそんなにまで言った」（ビルマ篇、373頁）などと記す。
  - 9月 『日本資本主義講座』（全10巻、岩波書店）刊行開始[注 11]。第1巻260頁に「太平洋戦争の後期には、あせった日本帝国主義者は徴用の手続きすらとらず、警察と方面委員の手で朝鮮の村々から青壮年をトラックで狩り出して、日本本土へ送り出していた」、「戦争末期には男は軍需工場、炭坑、基地建設の突貫工事などの激しい奴隷労働に、老幼婦女は炭坑にあるいは慰安婦にかり出され、遠くマリアナ、ニューギニアまで配置されて、戦争の被害は日本人民以上に悲惨であった」と記載。
  - 五島勉編『続・日本の貞操』（蒼樹社）刊行。在日米軍基地に働く日本人女性が朝鮮の戦地に慰安婦として輸送機などで送られたと記載。1985年に『黒い春　米軍・パンパン・女たちの戦後』（倒語社）として再刊され、2004年の『性暴力問題資料集成6巻』（不二出版）にも掲載された。
- 1954年
  - パトリシア・バーラム共著『Operation Nightmare』刊行。朝鮮戦争の従軍取材記。バーラムがインタビューした18歳の北朝鮮軍慰安婦(communist "comfort girls")「パク・インサク軍曹」は、テニスシューズ・縞柄の靴下・青いスカート・カーキ色のチュニックという姿で、赤い肩章をつけていた。「婦人陸軍部隊員(wac)と呼ばないで。私は人民軍のメンバーよ」、「戦争が終わったらすぐに結婚したい」と語る[18]。

- 1955年
  - 広辞苑の初版が刊行される。【慰安婦】とは「もと戦地の部隊に随行、将兵を慰安した女」と記載。
  - 『特集文芸春秋　日本陸海軍の総決算』に重村実「日本の戦場慰安婦　特要員と言う名の部隊」掲載[19]

- 1956年
  - 1月 李東準『日本にいる朝鮮の子ども　在日朝鮮人の民族教育』（春秋社）刊行[注 12]。戦時中徴用された朝鮮人について「男だけにかぎらず、わかい娘もおなじようにつれだされて、砲弾工場や雑役仕事にまわされた。ひどいばあいは、戦地に慰安婦としておくりこまれた」（49頁）と記す。
  - 『特集人物往来』6月号に北一夫「戦場を駆ける慰安婦部隊」掲載
  - ジョン・ハワード・デニー『Chindit Indiscretion』刊行。日本軍の捕虜として慰安婦 (comfort girl) と関係を持った経験を記す[20]。
  - 毎日新聞記者（陸軍報道班員）松村喬『落日のマニラ』刊行。1944年のマニラ、フロデンティノ・トレス街でひっそりと運営する「軍隊の慰安所」を発見したという。

- 1957年
  - 田中貴美子『女の防波堤』（第二書房）が出版[注 13]
  - 麻生徹男が博多の情報誌『うわさ』9月号に「戦線女人考」を発表。（続編は74年2月号に）[22]

- 1958年
  - 5月 長谷川伸『生きている小説』（光文社）刊行。三竈島の慰安所で軍医が「悪い仲介人があって売り飛ばされた」処女を見つけ、将兵が金を出し合って借金を返してやり、故郷に帰らせた逸話と、原住民宅で強盗・暴行した水兵が捕えられ、佐世保で罰せられたという事件を記す。
  - 10月 磯村英一『性の社会病理　日本の売春にみるもの』（講談社）刊行。195頁に「現に太平洋戦争中に、現地において多数の女性が“慰安婦”という名で“出征”を強要され、また国内にあっても戦地に行く徴用工達の“激励”の道具として女性が利用され、吉原などで通用する“割引遊興券”が発行されていた」という記述。
  - 11月 京都大学文学部国史研究室編『日本近代史辞典』（東洋経済新報社）刊行。【売春】の項に「第2次大戦中売春婦は女子挺身隊として奉公させられ、売春婦の『軍に協力する国家公務公用人』としての公募は売春の非人間性を極限に達せしめた」（501頁）と記載[注 14]。
  - 中野清見が『ある日本人』（平凡社）の第2部に「朝鮮から連れてこられた慰安婦と呼ばれる人たち…」(p.308)、「慰安所、朝鮮の女たち…」(p.349-350)を記載

- 1960年
  - 5月1日 『映画情報』（同日発行）内「今月のスクリーン便り」に掲載された『新・二等兵物語 敵中横断の巻』（松竹）の紹介文で「今回は舞台を日支事変最中の中支最前線にとり、お馴染み伴淳、アチャコの二等兵コンビが、支那軍に逮捕され、部隊からも見放された従軍慰安婦たちを生命をかけて救出するという異色の女と兵隊を描いたもの」と記載されている[23]。
  - 『別冊週刊サンケイ』8月号に寺川実「新京慰安所繁盛記　ソ連進駐に活躍した大和撫子たち」掲載

- 1961年
  - 小林大治郎・村瀬明『みんなは知らない国家売春命令』（雄山閣出版）刊行。特殊慰安施設協会の概要を記述。
  - ジョン・アシュミード『The Mountain and the Feather』刊行。米国海軍の情報将校・日本語翻訳官だった著者の自伝的小説。マニラで慰安所を経営していた早坂某への聞き取りの場面を含む[24]。

- 1962年
  - 8月14日 韓国紙『京郷新聞』に「挺身隊として連行され、南洋・中国各所で日本人将校の慰安婦の役割をしていた韓国処女」と記載
  - 大橋薫「都市問題の回顧　―社会・文化的観点から―」が『都市問題研究』10月号に掲載される。「（売春婦の）ほとんどは貧困な家庭の出身で、人身売買的な前借制度によってやとわれ、実質は、半どれい的な籠の鳥で、苛酷な労働条件のもとで榨取をほしいままにされた。第2期の戦時体制下でも、こうした状態が続いたが、同時に売春婦は慰安婦として戦地に徴用された。しかし、やがて第2次大戦に突入するとともに、売春婦は一部を残して大部分は工場その他に動員され、残された一部は産業戦士の慰安などにあてられた」と記載[25]。
  - 白鳥隆寿『シッタン河に沈む　ビルマ敗走記』（私家版）刊行
  - 元慰安婦の城田すず子、『愛と肉の告白』（桜桃社）を刊行
  - 尾崎士郎が1943年の『戦影日記』の改訂版『戦記バタアン半島』（圭文館）刊行。内容：日本風邸宅の軍政部長宅で接待婦数名を呼んで宴会。

- 1963年
  - 4月 『中国現代文学選集 第8巻』（平凡社）刊行[26]。茅盾「香港陥落」（原題：劫後拾遺[注 15]）の中で「日本人ってやつはなかなかぬかりがないからな。やつらは平時港につくたびに、商売女は自分で連れて行ってるんだ。今は戦時だから女が必要ならむろん徴用するさ。ましてやつらには従軍慰安婦までいるんだぜ」という台詞が出てくる[28]。作品は、1941年12月8日、太平洋戦争が始まり、日本軍が香港に入ってくる前後の同地と、その対岸の九龍市が舞台である[27]。
  - 7月 高見順『いやな感じ』（文藝春秋新社）刊行。最終回で慰安所に列をなす日本兵の姿が描かれる[29]。
  - 8月14日 宋建鍋（ソン・ゴンホ）「光復前夜日帝の発悪」、韓国紙『京郷新聞』に掲載。「挺身隊＝俗に処女供出とも言った。年頃の乙女たちを戦場に連行し、慰安婦にした」「どれほど多くの韓国の乙女が連行され、その後どうなったのか、知る人はいない」と記載[注 16]。
  - 『週刊朝日』8月23日号の応募手記「私の八月十五日」で吉田東司（吉田清治）が佳作に当選。慰安婦には触れず、朝鮮人労務者調達の経験を記す。
  - 9月23日 『日本読書新聞』に「ドキュメント 朝鮮人」連載開始。翌年11月23日まで。

- 1964年
  - 3月 岡村昭彦「日本人記者のみた平和線」、韓国紙『東亜日報』に全三回で連載。“漁船の船長”の発言として「大東亜戦争の時、韓国人の18歳から20歳までの乙女たちは、挺身隊という名目で連行され、結局は全てが軍隊の娼婦にされてしまったんですよ」と記す
  - 6月 寺尾五郎ほか編『日・朝・中三国人民連帯の歴史と理論』（日本朝鮮研究所）刊行。「日本帝国主義者は、売春制度の一番底辺の部分に朝鮮婦人を大量に投げこみました」、「（“慰安婦部隊”の）八割までが、強制的に連れ出され、狩り出された朝鮮婦人でした」、「慰安婦部隊は、『皇軍』の敗戦・退却のさいに、南方絶海の孤島に置き去りにされたのはまだよいほうで、ひとまとめにして殺してしまったことも多々あります」、「日本の男で、兵隊にいった経験のある男で、このことを否定できる人間が一人でもあったらお目にかかりましょう」などと記載[30]。

- 1965年
  - 2月17日 殉国先烈遺族会の会長が「日本は答えよ」と題した記事を韓国紙『京郷新聞』に寄稿。「（日本は）未婚女性を挺身隊との名目で拉致動員し、慰安婦にした」と記す[注 17]。
  - 5月31日 朴慶植『朝鮮人強制連行の記録』（未來社）刊行。67頁に「戦時中朝鮮女性が慰安婦として多数戦線に動員されているが…」、169頁に「うら若い同胞の女性が多数『女子挺身隊』、『戦線慰問隊』などの名目でひっぱられ、『慰安婦』として戦争遂行の犠牲にされた」、「全体の数は数万に上ると思われる」と根拠不明の記載。
  - 6月22日 日韓基本条約に両国が調印
  - 6月30日 寺尾五郎『朝鮮問題入門』（新日本出版社）刊行。慰安婦について『日・朝・中三国人民連帯の歴史と理論』と同じ記載（142頁）。ただし慰安婦の「八割」ではなく「すべてが強制的に連れ出され、狩り出された朝鮮人」だったと記す。
  - 6月30日 『ドキュメント　朝鮮人　日本現代史の暗い影』（日本読書新聞出版部）刊行[31]。190頁に「日本にはいま世界中各国七十何カ国かの人間がいるそうですが、（略）挺身隊（慰安婦を意味することばだ）なんかでひっぱられて来たものもいるし」と記載。
  - 9月 塩田庄兵衛「“奪われた”ひとびと・戦時下の朝鮮人」『朝日ジャーナル』に掲載[32]「朝鮮半島において、『女子挺身隊』、『戦線慰問隊』などの名目で動員されたおそらく数万人の女子が『慰安婦』として戦線に同伴された」と『朝鮮人強制連行の記録』『ドキュメント 朝鮮人』などに依拠して記述。1966年『昭和史の瞬間〈上〉』に収録。1971年英訳。
  - 10月 島田俊彦『関東軍』（中公新書）刊行。「原善四郎参謀が（略）飛行機で朝鮮に出かけ、約一万（予定は二万）の朝鮮女性をかき集めて北満の広野に送り、施設を特設して“営業”させた」（176頁）と記述[33]。
  - 10月 朴玉順（パク・オクスン）『わが星はいずこの空に　白人混血児洋公主の手記』（王子出版社）韓国でベストセラーに[34]。同年映画化。1966年邦訳。
  - 11月 近代戦史研究会編『女の戦記1　女の兵器　ある朝鮮人慰安婦の手記』（浪速書房）刊行
  - 11月20日 自民党の荒舩清十郎代議士が「朝鮮の慰安婦が14万2000人死んでいる。日本の軍人がやり殺してしまったのだ」と放言。のち「マクドゥーガル報告書」の典拠になる。

- 1966年
  - 4月 朴玉順『わが星はいずこに　青い目の韓国女性の手記』（講談社）刊行
  - 5月 朝日ジャーナル編集部編『昭和史の瞬間〈上〉』（朝日新聞社）刊行。1974年再刊。
  - 韓国で合同通信社の英文年鑑『Korea Annual 1966』刊行。「数千の朝鮮人乙女が徴用され、“Women's Service Corps”・“Women's Consolation Corps”として日本人少女とともに売春させられた」という記載[35]。朴慶植 (1965) が典拠か。

- 1967年
  - 文定昌『軍国日本朝鮮強占三六年史・下』（柏文堂）刊行。「1933年ごろからは花柳界の朝鮮人・日本人女性たちを慰安婦という名称で満州から北支方面に出動させたが、その数は世間では200,000人と言われ、41年ごろからは良家の乙女たちを奪って女子挺身隊という名で、どこかへと連行し始めた」と記す。（「慰安婦20万人説」初出）
  - ジョージ・フィッチ『My Eighty Years in China』刊行。「日本軍が置き去りにした700人の朝鮮人キャンプ・フォロワー」「多くは意志に反して不幸な生活に入ることを強いられ」と記述[36]。
  - 合同通信社『Korea Annual 1967』刊行。前年と同じ記載。

- 1968年
  - 2月 家永三郎『太平洋戦争』（岩波書店）刊行[37]（初版）。「朝鮮の娘たちが多数慰安婦として前線にかり出された」などと記述している[38]。1978年、英訳された。
  - 4月26日 衆院社会労働委員会で慰安婦への戦傷病者戦没者遺族等援護法の適用が議論される[39]
  - 11月 長尾和郎『関東軍軍隊日記』（経済往来社）刊行。島田俊彦『関東軍』176頁の記述を引く。

- 1969年
  - 金廷漢『修羅道』、韓国の『月刊文学』8月号で発表。日本統治下の朝鮮で、赤紙で徴用された女子挺身隊は慰安婦にされるという設定。主人公カヤ夫人の小間使いオギが挺身隊に徴用されそうになる。第6回韓国文学賞を受賞
  - 伊藤桂一のドキュメント『兵隊たちの陸軍史』刊行。「戦場と性」の章に慰安所の光景が解説され「慰安婦も多くは、欺（だま）されて連れて来られたのである。」と記載[40]。

### 1970年代
- 1970年
  - 『週刊新潮』6月27日号に千田夏光が「特別レポート　日本陸軍慰安婦」を掲載[41]。この時点では『従軍慰安婦』という言葉は使用していないが、慰安婦はまるで公衆便所で、朝鮮人が多かったと記載
  - 8月14日 『ソウル新聞』が「1943年から1945年まで、挺身隊に動員された韓・日の2つの国の女性は全部でおよそ20万人。そのうち韓国女性は5〜7万人と推算されている」と報道[42]。
  - 8月 田中美津が女性解放連絡会議（準備会）の配布物に、「従軍慰安婦という一大便所集団（その大部分は朝鮮人であった）」と記載[43]
  - 10月21日の国際反戦デーに際し、“ぐるーぷ・闘うおんな”（田中美津が中心）は「日本帝国主義は、軍国の妻である貞女と従軍慰安婦を支えとして、他国への侵略を開始した。婦人参政権運動は、その体制に対しては何もしなかったし、結果的には加担した。従軍慰安婦をつくりだす体制に加担した」と市川房江らを批判した。[44]
  - 『ジュリスト』増刊号に、田村泰次郎の作品中の慰安婦についての解説記事が掲載[45]

- 1971年
  - 『The Japan Interpreter』winter 号に塩田庄兵衛「“奪われた”ひとびと・戦時下の朝鮮人」（初出1965年、上記）が英訳転載さる[46]。
  - 大岡昇平『レイテ戦記』（中央公論社）刊行。「八 抵抗」の章に「（米軍の）タクロバンの慰安所は一人五分間に制限された」との記載。
  - 3月 安藤彦太郎『日本人の中国観』（勁草書房）刊行。195頁に「旧軍隊の生活をすこしでも経験した日本人で、『ピー』という『兵隊支那語』を知らぬものはいないだろう。娼婦という意味で用い、娼家を『ピーヤ』とよび、その多くは戦場で拉致した婦人であった」と記載。
  - 8月 「“性戦”で“聖戦”のイケニエ、従軍慰安婦」という記事が『週刊実話』8月23日号に掲載される。
  - 8月 城田すず子自伝『マリヤの賛歌』出版
  - 11月 崔永禧ほか著『日帝下の民族運動史』（民衆書館）韓国で刊行。「1933年以来、花柳界の韓日女性で軍の『慰安婦』という名称で満洲・北支方面に送られた婦女の数は20万に達し、輸送が終わり資源が枯渇した1941年頃からは（略）良家の乙女を奪い女子挺身隊という名でどこかに連行するようになった」と記載[47]。

- 1972年
  - 女性史研究者山崎朋子の『サンダカン八番娼館』が刊行され、ベストセラーとなる。社会の底辺に生きた海外売春婦「からゆきさん」を取材。[48]
  - 『現代』4月号に嶋田美子「まだ終わってない太平洋戦争 いまも続く“慰安婦戦友会”の悲しみの秘録」掲載
  - 金一勉「荒船暴言は未見の『震災大虐殺』を呼んでいる」、『現代の眼』4月号に掲載。慰安婦について「戦争中、朝鮮各地から十六歲〜十九歳の娘ばかりを強制的に集めて『特志看護婦にする』とだまして、戦地へ送り込み、いきなり『軍隊女郎』に仕立てたものである。その数は『推定二十万人』といわれる」と記す。（「朝鮮人慰安婦20万人説」初出）
  - 『現代の眼』9月号で、本多勝一・長沼節夫「天皇の軍隊」連載開始。1974年、単行本化

- 1973年
  - 10月 千田夏光『従軍慰安婦　“声なき女”八万人の告発』（双葉社）出版。慰安婦の総数について「昭和十三年から同二十年まで八万人とも十万人とも言う」、朝鮮人について「『挺身隊』の名の元に彼女らは集められた」「総計20万人（韓国側の推計）が集められたうち、『慰安婦』にさせられたのは5万人ないし7万人とされている」と記す[49]。（「朝鮮人慰安婦5〜7万人説」「慰安婦8万人説」初出[注 18]）
  - 11月 歴史学研究会編『太平洋戦争史〈6〉 サンフランシスコ講和』（青木書店）刊行。「さらに悲惨だったのは戦場に連行された人々である。戦局がきびしくなると兵力不足を補うために朝鮮人を強制的に軍隊に編入した。（略）多数の女子が慰安婦として戦場に連行され、日本兵の欲望の犠牲になるという、民族としての恥辱をあたえられたのである」（29〜30頁）と記載。
  - 守屋正『比島捕虜病院の記録』（金剛出版）刊行。「太平洋戦争中こうした最低の生活を強いられた朝鮮女性の数はおそらく数十万いたであろう。その多くは人買いにだまされて、遠く戦地へ、敵弾の来る最前線まで送られ、兵たちの玩具にされ、青春のすべてを蹂躙されたのである」などと記述。

- 1974年
  - 1月 千田夏光『続・従軍慰安婦　償われざる女八万人の慟哭』（双葉社）刊行
  - 1月 『昭和史の瞬間〈上〉』（初版1966年）再刊
  - 松井やより「私はなぜキーセン観光に反対するか」が『女・エロス』第2号に掲載。のちに英訳さる（1975年・1977年）。千田夏光(1973)を典拠に「今こうして経済的優越性をカサに来て韓国女性を商品化している日本の男性は、過去においては、軍事力で韓国女性を“女子挺身隊員”として狩り出し、日本軍の従軍慰安婦として中国や東南アジアの戦場に送り込んだ」（93頁）と記述。
  - 8月 本多勝一・長沼節夫『天皇の軍隊』（現代評論社）刊行。「朝鮮人経営者の手になる売春宿の女性は中国人だった。彼女が裸になると、背中に大きく『日本軍慰安婦』と入れ墨が刻みこまれていた。『私一人ではないわ。日本兵が数人で無理やり入れ墨をした』と彼女は言った」（262頁）などの記述[注 19]。
  - 10月 佐藤早苗『誰も書かなかった韓国』（サンケイ新聞社）刊行[50]。「日本帝国は、韓国の男だけでなく、女子にまで手をのばしたのだ。女子挺身勤労令などという法令を作って、ふつうの家庭の娘たちを工場労働と偽って徴用し、日本軍兵士のための慰安婦として南洋まで遠征させたケースもある」などと記述している[51]。
  - 千田夏光『従軍慰安婦』韓国版刊行[52]。

- 1975年
  - 5月 金大商『日帝下強制人力收奪史』（正音社）韓国で刊行。「挺身隊に動員された朝鮮女性の数は約20万人」、慰安婦にされたのは「5万から7万」と記す（126頁）。
  - 10月 金聖鍾『黎明の瞳』韓国『日刊スポーツ』で連載開始。1991年テレビドラマ化。
  - 松井やより『女性解放とは何か　女たちの団結は力強く』（未來社）刊行。「私はなぜキーセン観光に反対するか」（1974年）を収載。
  - 禾晴道『海軍特別警察隊 アンボン島BC級戦犯の手記』出版。「慰安婦と呼ばれていた。国家権力による強姦強要でもあった」海軍「司令部の方針としては、多少の強制があっても、できるだけ多く集める」とインドネシアのアンボン島やサパロワ島で「慰安婦狩り」が計画実行された。民政警察の指導にあたっていた木村司政官の証言「娘を集めて強引に船に乗せようとしたとき、いまでも忘れられないが、娘たちの住んでいる部落の住民が、ぞくぞく港に集まって船に近づいてきて、娘を返せ！！　娘を返せ！！　と叫んだ声が耳に残っています」と記載。
  - 『野性時代』に1975年から1976年に山本七平が『日本はなぜ敗れるのか－敗因21ヵ条』を連載。「慰安婦は部隊副官の指揮下」と記述[53]。
  - 松井やより「私はなぜキーセン観光に反対するか」英訳さる[54]。
  - 11月 広田和子『証言記録　従軍慰安婦・看護婦』（新人物往来社）刊行。

- 1976年
  - 1月 金一勉『天皇の軍隊と朝鮮人慰安婦』（三一書房）出版。金一勉は朝鮮女性が慰安婦にされたのは日帝が朝鮮民族を消滅させようとしたためであった、と主張し、さらに慰安婦は17歳から20歳までの処女だけが20万人集められたとした[55]。この本は後に韓国挺身隊問題対策協議会を結成することになる尹貞玉に強い影響を与えた。
  - 3月 鄭敬謨『韓国民衆と日本』（新人物住来社）刊行。29頁に「女子挺身隊に選ばれた韓国の女性たちは、みんな身を挺して日本の軍人のなぶりものにされる慰安婦にならざるをえませんでした」、「その数、一〇万とも二〇万とも言われる」と記載。
  - 7月 『満洲建国と民族協和思想の原点』（大湊書房）出版。東寧県により朝鮮料理屋を建て、朝鮮人に無料で貸して経営をさせるという内容の記載(104頁)。

- 1977年
  - 2月13日 TBS系『テレビ・ルポルタージュ』でRKB制作「突撃一番　回想の従軍慰安婦たち」放送
  - 3月 吉田清治『朝鮮人慰安婦と日本人　元下関労報動員部長の手記』（新人物往来社）が出版。
  - 松井やより「私はなぜキーセン観光に反対するか」がアメリカの女性学誌に英訳転載される[56]。
  - 12月 金一勉『軍隊慰安婦 戦争と人間の記録』（現代史出版会）が出版。
  - 金聖鍾『黎明の瞳』（太宗出版社）韓国で刊行
  - D・R・マンケカー『Leaves from a War Repoeter's Diary』インドで刊行[57]。第二次大戦中、オリヴァー・グーネティレック供給局長（のちセイロン総督）がイギリス兵とインド兵のために200人の慰安婦(comfort giirls)をマドラスから調達したと記す

- 1978年
  - 6月 家永三郎『太平洋戦争』英訳版刊行[58]。
  - 9月 千田夏光『従軍慰安婦（正・続）』三一新書で再刊
  - 12月 山田清吉 『武漢兵站 -支那派遣軍慰安係長の手記-』（図書出版社）が出版。

- 1979年
  - 『週刊読売』6月17日号に「私は元陸軍の慰安婦だった」掲載
  - 8月 戦中派の会編『続・戦中派の遺言　女性版』（櫂書房）刊行
  - 12月『沖縄のハルモニ　大日本売春史』（山谷哲夫　晩聲社）出版。同名ドキュメンタリー映画の書籍化。1914年生まれで1944年釜山から門司、鹿児島、那覇につれてこられ、その後渡嘉敷島で慰安婦を勤め戦後沖縄本島を移動、那覇のアパートにいたペ・ポンギ（배봉기）を1977年から1979年にかけて長期取材した記録である。

### 1980年代
- 1980年
  - 11月 井上源吉『戦地憲兵』（図書出版社）刊行。172〜173頁で1941年の九江の軍慰安施設について言及。「・・・通りの西側、甘棠湖畔にがんばる憲兵分隊を過ぎると、その隣家から先は慰安所街で、日本、朝鮮、中国など各国の遊女をかかえた慰安所十数軒がノキをならべ、その先は甘棠湖畔にある将校クラブ（将校用慰安所）、料亭日華荘までで邦人居住地区は終わっていた。」
  - 吉田清治『朝鮮人慰安婦と日本人』韓国版刊行[59]
  - 尹貞玉（梨花女子大学教授）が慰安婦について調査を始める

- 1981年
  - 7月4日 韓国KBSテレビで「従軍慰安婦　ポンスンの空」放送
  - 8月 真鍋元之『ある日、赤紙が来て　応召兵の見た帝国陸軍の最後』（光人社）刊行。著者の馴染みの慰安婦「ミサオ」の身の上話として、彼女が「軍の命令」で村長と日本人の巡査に連行されたと記す（173〜175頁）。
  - 11月 千田夏光『従軍慰安婦・慶子 死線をさまよった女の証言』（光文社）刊行
  - 金一勉『天皇の軍隊と朝鮮人慰安婦』韓国版刊行[注 20]。

- 1982年
  - 3月1日 日本テレビ『11PM』が「女子てい身隊という名の韓国人従軍慰安婦」と題して慰安婦を特集。千田夏光『従軍慰安婦』(1973)に沿った内容。韓国のテレビドラマ「従軍慰安婦　ポンスンの空」の一部を放送。
  - 6月18日 大阪府立ピロティホールで「いま朝鮮の統一と在日は六・一八日本と朝鮮の戦前・戦後を考える文化の夕べ」開催。吉田清治が済州島で慰安婦狩りをしたと初めて語る。
  - 9月1日夜 大阪市の浪速解放会館で「旧日本軍の『侵略』を考える市民集会」開催[注 21]。吉田清治が「済州島における慰安婦狩り出しの実態」と題して講演。
  - 9月2日 朝日新聞大阪版朝刊が「朝鮮の女性　私も連行／元動員指揮者が証言　暴行加え無理やり」との見出しで前日の吉田の講演を報じる[注 22]。
  - 9月30日・11月30日 いわゆる「樺太裁判」（樺太残留者帰還請求訴訟）で、吉田清治が原告側の証人として出廷し、朝鮮人徴用工と慰安婦の「奴隷狩り」（強制連行）を証言。
  - 11月 御園生一哉『軍医たちの戦場』（図書出版社）刊行
  - 韓百興『実録女子挺身隊 その眞相』（藝術文化社）韓国で刊行[60]

- 1983年
  - 1月 御園生一哉『比島軍医戦記』（図書出版社）刊行
  - 7月1日 吉田清治『私の戦争犯罪　朝鮮人強制連行』（三一書房）刊行。韓国の済州島において慰安婦にするための205人の女性を強制連行したと「証言」[61][要ページ番号]。
  - 7月 長沢健一『漢口慰安所』（図書出版社）刊行
  - 10月19日 『朝日新聞』が夕刊で吉田清治が天安市に建てた石碑が12月初めに除幕されると報道[62]。吉田を「六千人の朝鮮人を日本に強制連行し、「徴用の鬼」と呼ばれた元山口県労務報国会動員部長、吉田清治さん」と紹介[62]。
  - 11月10日 『朝日新聞』が朝刊の「ひと」欄で、吉田清治を「朝鮮人を強制連行した謝罪碑を韓国に建てる吉田清治さん」と紹介[63]。
  - 12月24日 『朝日新聞』が吉田清治が自身が建設した石碑の除幕式に出席するため23日に訪韓し、吉田がサハリン残留韓国人遺家族であるとされる人物に土下座する様子を報道[64]。同紙面で吉田を「軍需工場や炭鉱でなどで働く労働力確保のためつくられた報国会の一員として、自分が指揮しただけで女子てい身隊九百五十人を含め六千人を徴用した」人物であると紹介し、「メモ」欄で「「女子てい身隊」名目で前線に送られた慰安婦は五〜七万人にのぼるといわれる」と報道[64]。

- 1984年
  - 3月9日 盧寿福（ノ・スボク）が自分が元慰安婦であったとタイの韓国大使館に名乗りでる。韓国内で一大事件になる[65]。
  - 6月 宋建鎬（ソン・ゴンホ）『日帝支配下の韓国現代史』（風濤社）刊行。「日本が挺身隊という名目で連行した朝鮮人女性は、ある記録によると20万人で、うち5〜7万人が慰安婦として充員された」と記述[注 23]。
  - 6月 ジャネット・ハンター編『Concise Dictionary of Modern Japanese History』刊行。「日本政府は『女子挺身隊』の登録によって売春の後援さえした」と記載[66]。
  - 8月25日 『朝日新聞』に〈戦時中の女子てい身隊動員　日本に謝罪と補償求め／全大統領に公開書簡　クリスチャンの韓国女性七団体〉との見出し。公開書簡は、女子挺身隊に動員された約20万人のうち5-7万人が慰安婦に狩り出されたという推定を示していた。
  - 11月2日 『朝日新聞』が『中央日報』を引用し盧寿福の記事を掲載する。しかし何故か「ハルモニ」と氏名を伏せる。（署名記者：松井やより）
  - 11月8日 千田夏光『従軍慰安婦』講談社文庫で再刊

- 1985年
  - 7月 家永三郎『戦争責任』（岩波書店）刊行。吉田清治(1983)の「慰安婦狩り」証言を転載（104〜107頁）。
  - 8月 武田幸男編『朝鮮史』（山川出版社）刊行。「数十万人の十二歳から四十歳までの朝鮮の女性が勤労動員され、その中で未婚の女性は数万人が日本軍の慰安婦にさせられた」と記載（301頁）。
  - 8月 城田すず子、「慰安婦」鎮魂碑を建てる（かにた婦人の村）
  - 8月 山田定『憲兵日記』（駿河台書房）刊行
  - 11月11日 北朝鮮の『労働新聞』が、韓国の女性35人が就職詐欺に遭い米軍慰安婦として売られた事件を取り上げる。このような人身売買が無くならないのは韓国政府が「黙認によって奨励しているから」で、「売春観光を元手のいらない国家産業として奨励し、主人である米帝に仕えている」と非難。

- 1986年
  - 1月 伊藤桂一『戦旅の手帳』（光人社）が出版。慰安婦にする女性を「騙すのは、看護婦にする、というのと、食堂の給仕にする、というのとつまり肉体的供与を条件とせず連れて行って、現場に着いたら因果を含めたものである。逃げる方法はない。」と記載。
  - 3月 『朝鮮を知る事典』（平凡社）初版刊行。宮田節子が「約20万の朝鮮人女性が労務動員され、そのうち若くて未婚の5万〜7万が慰安婦にされた」と千田夏光(1973)に依拠して記述。
  - 6月 ウォンロイ・チャン『Burma, the Untold Story』刊行。朝鮮人慰安婦は「憲兵隊が駆り集めた」、「婉曲に挺身隊と呼ばれるものに組織された」、「推定される数は最大20万」と記す[67]。
  - 11月 家永三郎『太平洋戦争（第二版）』（岩波書店）刊行。吉田清治(1983)を典拠に、慰安婦について記述（198頁）。

- 1987年
  - 9月14日『朝日新聞』に〈従軍慰安婦で散った朝鮮女性の「恨」映画化〉と見出し。1987年5月に東京築地本願寺で行われた、「従軍慰安婦」徴用抗議のイベントを記録したドキュメンタリー映画『海鳴り花寄せ　昭和日本・夏』を紹介
  - 9月 在日朝鮮人2世の朴寿南（パク・スナム）が訪韓し、韓国教会女性連合会に沖縄の元慰安婦ペ・ポンギについて告発する。被害者を発掘し、日本政府に謝罪と補償を求めるよう提起。映画制作のため「アリランを創る会」結成。

- 1988年
  - 1月 森利『モリトシの兵隊物語』（青村出版社）刊行。「軍紀が乱れてきたため軍慰安所の開設を命じられた。」「逃亡されないよう警備兵もつけて、特設慰安所に連れてきた。」と記述[68]。
  - 1月15日〜16日 「吉田清冶さん証言会」開催
  - 4月14日 『朝日新聞』夕刊に〈大戦中の女性の受難を女性の目で記録映画に〉と見出し。関口典子（関口祐加）のドキュメンタリー映画『戦場の女たち』を紹介する
  - 4月21日〜23日 韓国教会女性連合会が主催する国際セミナー「女性と観光文化」が韓国・済州島で開かれる。10ヶ国から130人の女性が参加。日本からはキリスト教系女性運動家である高橋喜久江（日本キリスト教婦人矯風会）、山口明子、カーター愛子（日本キリスト教協議会）などが参加。尹貞玉が「挺身隊」（慰安婦）について調査報告[69][70]。
  - 7月20日 韓国教会女性連合会内に「挺身隊研究委員会」設置される
  - 8月18日 『朝日新聞』「ひと」欄に〈朝鮮人従軍慰安婦の記録を調べる　尹貞玉さん〉と見出し。「慰安婦にされた朝鮮人女性は8万人説から20万人説までまちまち」（署名記者：松井やより）
  - 12月 千田夏光『従軍慰安婦』漢訳版刊行[71]。

- 1989年
  - 上原栄子『辻の華・戦後篇〈上巻〉』（時事通信社）が出版。上原栄子は4歳の時に辻遊郭に売られ、1944年（昭和19年）10月10日の空襲で辻遊郭を焼け出され、首里の第32軍司令部壕に連れて行かれた後、識名園近くにあった上間村の給水部隊に「従軍看護婦」という名目で配置され、そこに「○○部隊慰安所」という名称がついたことを記載。
  - 3月30日 竹下登首相が朝鮮半島の「すべての人々に対し…過去の関係についての深い反省と遺憾の意」を示し、北朝鮮と「関係改善を進めていきたい」と国会で明言
  - 5月 朴寿南のドキュメンタリー映画『アリランのうた　オキナワからの証言』、クランクイン
  - 5月 「朝鮮と朝鮮人に公式謝罪を・百人委員会」[注 24] の青柳敦子 [注 25]が『朝日ジャーナル』（1989年5月19日号）に、「日本国は朝鮮と朝鮮人に公式に陳謝せよ」という意見広告を出す（同年12月まで隔週で15回）。
  - 8月5日 吉田清治『私の戦争犯罪』韓国版刊行[72]。史実としてドラマ化され、韓国で「従軍慰安婦問題」への関心が高まる。
  - 8月14日 吉田清治の記述内容に疑問を持った『済州新聞』の許栄善記者が現地調査したルポを『済州新聞』（8月14日付）に発表。慰安婦狩りの話を裏づける証言する人はほとんどおらず、島民たちが吉田の本の信頼性に疑問を呈していること、郷土史家の金奉玉が追跡調査した結果、吉田の本が事実でないことを発見し、「この本は日本人の悪徳ぶりを示す軽薄な商魂の産物と思われる」と憤慨したことなどを報告。
  - 11月19日 韓国で、青柳敦子と在日朝鮮人の宋斗会[注 26]が慰安婦問題を含む「戦後補償裁判の原告募集」のビラをまく[73]。訴訟費用は負担すると申し出る。数週間後にソウルの「太平洋戦争犠牲者遺族会」から協力の申し入れ。

### 1990年代

#### 1990年
- 1990年
  - 1月4日〜24日 韓国『ハンギョレ新聞』の「“挺身隊”怨念の足跡取材記」と題した連載記事で尹貞玉(梨花女子大学教授)が慰安婦問題を告発し、韓国で大きな反響を呼ぶ[74]。そのなかで尹貞玉は1976年の金一勉『天皇の軍隊と朝鮮人慰安婦』を参照しながら、慰安婦は朝鮮民族の消滅を企図した日本帝国の国策だったと主張したうえで元慰安婦とされる女性たちの証言を紹介した[75]。証言のなかには、処女供出が開始されてからは日本軍人がトラックで幼女をいたるところで捕まえていたこと、女性を丸裸にして天井から逆さ吊りにし、乳や腹を切り裂き内蔵を別の少女たちに向かって散布したとするものもあった[75]。
  - 4月20日 「太平洋戦争犠牲者遺族会」が日本厚生省に”挺身隊”9万名の名簿を要求。日本側は韓国政府要請時に公開すると回答（27日）。
  - 5月 韓国の雑誌『時代人物』が元・慰安婦の沈美子を紹介する記事を掲載[76]。金学順より早く元・日本軍慰安婦として名乗り出るも、注目されず。
  - 5月18日 盧泰愚韓国大統領訪日を控え、「韓国教会女性連合会」・「全国女子大生代表者協議会」・「韓国女性団体連合」が連名で、日本政府に対して”挺身隊”問題の真相究明と謝罪を要求する声明を発表
  - 5月22日 朴寿南と「アリランのうたをつくる会」が日本外務省を訪問。朝鮮人被爆者の実態の究明とその被害回復のための補償や賠償、従軍慰安婦の真相究明と政府の責任、被害の回復について要望書を提出。
  - 5月25日 日韓外相会談で崔浩中（チェ・ホジュン）韓国外相が、朝鮮人徴用者の名簿作成に対する協力を日本政府に要請
  - 5月28日 参議院予算委員会で社会党の竹村泰子「慮泰愚さんが要求してまいりました強制連行の人々の名簿を出す気があるかということについては、どうおこたえになるおつもりですか」と質問。中山太郎外相が「政府としては後刻調査をして報告をさせていただきたいと思います」と回答。翌日閣議で決定。[77]
  - 5月30日 参議院予算委員会で社会党の竹村泰子が「強制連行というのは一体どういう人たちですか」「仮にこの人たちが個人で日本に賠償請求をしてきたらどうなさいますでしょうか」「従軍慰安婦についても調査なさいますね」などと質問
  - 6月1日 参議院内閣委員会で共産党の吉岡吉典が「朝鮮人強制連行」について質問。「荒舩放言」（1965年11月20日）を引用し「こういう数字（朝鮮人慰安婦14万2千人殺害）を講演でしゃべれるということは、日韓交渉の過程で具体的な数字を挙げての交渉があったということだと思います」「求められたもの（名簿）を出すというだけでは私はいかぬと思いますね」と発言。[78]
  - 6月6日 参議院予算委員会で社会党の本岡昭次が「強制連行の中に従軍慰安婦という形で連行されたという事実もあるんですが、そのとおりですか」と質問。政府（労働省職業安全局長）は「国家総動員法に基づく業務として慰安婦の強制連行は行っていなかった」、「民間業者が慰安婦を軍と共に連れ歩いていたらしく、実態調査はできかねる」という旨の答弁をする[79]。朴寿南が抗議行動を呼びかけ、社会党の清水澄子議員にもう一度国会で質問を行うよう提案。（社会党による質問は尹貞玉が高橋喜久江を通じて要請[80]）
  - 6月19日 『朝日新聞』大阪版が「朝鮮人強制連行の名簿、知事の命令で焼却 元動員部長が証言」と題して吉田清治を取り上げる
  - 7月10日 韓国において、慰安婦問題の真相究明と問題解決のために「挺身隊研究会」（現：「韓国挺身隊研究所」）が結成される。
  - 8月15日 韓国KBSが8・15特集「沈黙の恨」を放送。朴寿南が出演し、元慰安婦に名乗り出るよう呼びかける。
  - 9月 金丸信・田辺誠らが訪朝。交渉権限の無い金丸が国交樹立後の「国交正常化資金」75億ドル超の提供を密約[81]。《日朝関係に関する日本の自由民主党、日本社会党、朝鮮労働党の共同宣言》に「三党は、日本政府が国交関係を樹立すると同時に、かつて朝鮮民主主義人民共和国の人民に被らせた損害に対して十分に償うべきであると認める」と明記[82]
  - 10月17日 韓国の37の女性団体が日本の海部俊樹首相に慰安婦問題に関する政府への6項目の要求[83] を示した公開書簡を送付。6月6日の国会で慰安婦の強制連行を否定した労働省職業安全局長の発言を「歴史的事実に反する無責任な発言」と糾弾。
  - 10月29日 韓国の「太平洋戦争犠牲者遺族会」が「対日公式謝罪と賠償を請求する本人訴訟」を東京地裁に提訴
  - 10月29日 朴寿南が「遺族会」訴訟原告の元慰安婦宅に許可なく侵入・撮影。元慰安婦は原告を離脱。
  - 11月 「韓国挺身隊問題対策協議会（挺対協）」が発足[84]。ソウルの日本大使館前で日本軍による「慰安婦問題」に対する抗議デモを行なう（以降毎週水曜日にデモ（水曜デモ）を行なうことが恒例となる）。
  - 12月1日 東京YWCA会館で「人権と戦争を考える集い―朝鮮人連行・従軍慰安婦」開催。主催：売買春問題ととりくむ会。映画「戦場の女たち」を上映。尹貞玉が参加し、慰安婦の強制連行について事実究明を呼びかける[85]。

#### 1991年
- 1991年
  - 4月1日 参議院の予算委員会で、日本社会党本岡昭次の従軍慰安婦に関する質問において、労働省の政府委員は「手がかりになる資料がない」という旨の答弁をする。本岡は「政府が関与し軍がかかわって、女子挺身隊という名前によって朝鮮の女性を従軍慰安婦として強制的に南方の方に連行したということは、私は間違いない事実だというふうに思います」と主張。
  - 4月24日 ソウルの日本大使館が尹貞玉を呼び、「日本軍が強制連行した証拠はない」、「補償は日韓協定で解決済み」と伝え、挺対協からの六項目の要求[83] を拒否すると回答。
  - 5月22日 『朝日新聞』大阪版が「木剣ふるい無理やり動員」との見出しで吉田清治の慰安婦狩りの証言を写真入で紹介。
  - 8月11日 『朝日新聞』が「元朝鮮人従軍慰安婦 戦後半世紀重い口開く」（韓国特派員植村隆のソウル発記事）との見出しで、「日中戦争や第2次大戦の際、「女子挺身隊」の名で戦場に連行され、日本軍人相手に売春行為を強いられた「朝鮮人従軍慰安婦」のうち、一人がソウル市内に生存していることがわかり、「韓国挺身隊問題対策協議会」（尹貞玉・共同代表、16団体約30万人）が聞き取り作業を始めた。」と報じる。
  - 8月14日 元慰安婦の金学順がソウルで記者会見。14歳の時、家が貧しかったのでキーセンハウスに売られ、17歳になったとき、キーセンハウスの経営者である義父に華北にある日本軍の慰安所に連れて行かれた[86] 事などを述べる。[87]
  - 8月15日 北海道新聞朝刊25面　金学順単独インタビュー記事。「韓国の元従軍慰安婦が名乗り　わけ分からぬまま徴用　死ぬほどの毎日」「女子挺身隊の美名のもとに従軍慰安婦として戦地で日本軍将兵たちに陵辱された」と伝えている。翌日16日の朝刊16面では、韓国マスコミによる共同会見前にこのインタビューがなされた事や会見の模様を伝えている。
  - 8月27日 参議院予算委員会で社会党の清水澄子が「政府は、今でも、従軍慰安婦問題に国は関与していないという認識でいらっしゃいますか」と質問。政府委員は「全く従軍慰安婦問題というものにはこれらの機関（勤労局・勤労動員署）は関与していなかった」「政府が関与（強制連行）していたか否かを含めて状況を把握できない」と回答。清水は自分の手元に「多くの日本の生存する実行行為者の皆さんからの資料さえ集まっている」と述べ、「政府が本当にこれ（慰安婦強制連行の資料）を集める気があればできると思います」と主張。
  - 11月 『広辞苑』が第4版で【朝鮮人強制連行】をはじめて立項。「日中戦争・太平洋戦争期に百万人を超える朝鮮人を内地・樺太（サハリン）・沖縄などに強制的に連行し労務者や軍夫などとして強制就労させたこと。女性の一部は日本軍の従軍慰安婦とされた」と記す。【従軍慰安婦】は立項せず。
  - 10月7日 テレビドラマ版『黎明の瞳』韓国MBCで放送開始（1997年2月まで）
  - 10月10日 『朝日新聞』大阪版が井上祐雅編集委員による吉田清治のインタビュー記事を掲載。吉田は「慰安婦には人妻が多く、しがみつく子供を引きはがして連行した」、「政府は資料を隠している」などと述べる[88]。
  - 11月 朴寿南編『アリランのうた　オキナワからの証言――朝鮮人「軍夫」「慰安婦」の足あとをたずねて』刊行
  - 12月6日 金学順を初め3名の元慰安婦を含む35人の原告（主任弁護士：高木健一）が日本政府を相手取り、謝罪と補償を求め提訴（アジア太平洋戦争韓国人犠牲者補償請求事件）。

#### 1992年
- 1992年
  - 1月8日 挺対協が駐韓日本大使館前で日本軍慰安婦への謝罪を求める第一回水曜集会を開く[89][90][91]。以来、2008年2月13日には第800回水曜集会が開かれ、一度も欠かすことなく継続中である[91]。
  - 1月11日 『朝日新聞』が一面トップで「慰安所、軍関与示す資料」、「部隊に設置指示 募集含め統制・監督」との見出しで、「日本軍が慰安所の設置や、従軍慰安婦の募集を監督、統制していたことを示す通達類や陣中日誌が、防衛庁の防衛研究所図書館に所蔵されていることが明らかになった」、「太平洋戦争に入ると、主として朝鮮人女性を挺身隊の名で強制連行した。その人数は8万人とも20万人ともいわれる」と報じる
  - 1月11日夜 テレビ番組で渡辺美智雄外相が「50年以上前の話で、はっきりした証拠はないが、何らかの関与があったということは認めざるを得ないと思う」と発言。
  - 1月13日『ジャパンタイムズ』が渡辺外相の11日の発言は「戦時中の日本軍による数十万人のアジア人慰安婦への売春強制を初めて認めたもの」と報じる。
  - 1月13日 加藤紘一官房長官談話。「従軍慰安婦の募集や慰安所の経営等に旧日本軍が何らかの形で関与していたことは否定できないと思う。この機会に改めて、従軍慰安婦として筆舌に尽くし難い辛苦をなめられた方々に対し、衷心よりお託びと反省の気持ちを申し上げたい」と謝罪。
  - 1月14日 韓国のマスメディアが「国民学校の生徒（小学生）まで慰安婦にさせた」と誤報[注 27]。
  - 1月16日 韓国を訪問した宮沢首相が首脳会談で8回謝罪し、「真相究明」を約束する。韓国国会においても「実に心の痛むことであり、誠に申し訳なく思っています」と述べる。盧泰愚大統領は、記者会見で「韓日が同伴者関係を構築するためには、日本が過去の歴史を正しく認識し、過ちを謙虚に反省する土台が必要」と語る。
  - 1月23日 『朝日新聞』夕刊の「窓」欄で、「強制連行した女性は950人」、「強制連行した朝鮮人のうち、男性の半分、女性の全部が死んだと思います」との吉田清治のインタビューを掲載。
  - 2月17日 日本弁護士連合会の戸塚悦朗弁護士が、国連人権委員会において、慰安婦問題を人道上の罪だとして国連の介入を求める。
  - 2月25日 韓国政府が被害者申告センターを設置し、被害の申告と証言の受付を始める。
  - 3月 西岡力「『慰安婦問題』とは何だったのか」『文藝春秋』4月号に掲載。金学順と文玉珠が裁判の訴状では「キーセン出身」と述べていること、植村隆が「遺族会」幹部の義理の息子であることなどを明らかにする。
  - 3月21日 参議院予算委員会で社会党の清水澄子が吉田清治を参考人として国会に呼ぶことを提案。（実現せず）
  - 5月1日発売の『正論』(1992年6月号)の「昭和史の謎を追う-第37回:従軍慰安婦たちの春秋」と題するルポで、秦郁彦が済州島での実地調査により、吉田清治が現地で205名の慰安婦狩りをしたという事実はないことが判明したと主張。一方で千田夏光(1973)に依拠して、朝鮮総督府が巡査と村長を使い「半ば強制」で慰安婦を集めたと記す
  - 5月2日 在米華人が「サンフランシスコ抗日戦争史実維護会」（旧金山抗日战争史实维护会）結成。のち「世界抗日戦争史実維護連合会」に発展（1994年）。
  - 5月13日　国連人権委員会人権小委員会現代奴隷制（作業）部会は、従軍慰安婦についての「特別報告官」に情報を提供するようガリ国連事務総長に求める勧告を採択[92]。
  - 5月25日 『朝日新聞』が7月、吉田清治が韓国に「謝罪の旅」に出ること、吉田は強制連行した体験を「国会でもどこでも行って話す」つもりと語っていることなどを紹介。
  - 7月6日 日本政府が吉見教授の資料発見を受けて行った慰安婦問題に関する調査結果を発表。100を超える関係資料を公開。加藤紘一官房長官が「朝鮮人女性の強制連行を裏付ける資料は発見されなかった」としながらも、「慰安所の設置、慰安婦の募集に当たる者の取り締まり、慰安所の経営・監督」などに政府が関与していたことを初めて公式に認める。
  - 7月7日 日本政府が上記慰安婦問題に関する調査結果の資料を改変していたことが見つかる[注 28]（『朝日新聞』 1992年7月7日付 31面）。
  - 7月 韓国政府が「日帝下の軍隊慰安婦実態調査中間報告書」を発表し、「日本政府による慰安婦の威圧的連行があった」と主張。「強制連行なし」とした日本政府に追加調査を求めるとともに、日本の歴史教科書への記述と学校教育を通じた「過去の正しい認識」の周知を要請。
  - 8月 秦郁彦が『諸君！』9月号で「官憲の職権を発動した「慰安婦狩」ないし「ひとさらい」的連行（かりに狭義の強制連行とよぶことにする）を示唆する公式資料は見当たらない」と主張。
  - 8月 華公平『従軍慰安所「海乃家」の伝言』（日本機関紙出版センター）刊行
  - 8月 千田夏光・馬原鉄男著『従軍慰安婦 その支配と差別の構図』（部落問題研究所）刊行
  - 12月 慰安婦問題ワシントン連合(Washington Coalition for Comfort Women Issues)結成
  - 12月 吉見義明『従軍慰安婦資料集』（大月書店）刊行。「一般には、強制連行というと人狩りの場合しか想定しない日本人が多いが、これは『狭義の強制連行』であり、詐欺などを含む『広義の強制連行』の問題をも深刻に考えてしかるべきであろう」と「広義の強制連行」説を主張。
  - 12月25日 韓国釜山市などの元慰安婦ら10名が、日本政府に公式謝罪と賠償を求めて山口地方裁判所に提訴（釜山従軍慰安婦・女子勤労挺身隊公式謝罪等請求訴訟）。

#### 1993年
- 1993年
  - 『現代コリア』2・3月号に、加藤正夫「千田夏光『従軍慰安婦』の重大な誤り」掲載。千田が原善四郎に取材したとされる内容が島田俊彦『関東軍』をもとにした記述であることを、加藤に問い詰められた千田が告白。
  - 2月1日 韓国で元慰安婦らの証言集『強制連行された朝鮮人「慰安婦」たち』（韓国挺身隊問題対策協議会、挺身隊研究会編）が刊行される[注 29]。
  - 『文藝春秋』3月号で盧泰愚韓国大統領が「日本の言論機関の人間が、この問題を提起し、我が国の国民の反日感情を焚きつけ、国民を憤激させてしまったのである」と語る[93]。
  - 3月4日 「政府はこれまでの姿勢を転換し『強制連行』を認める方向で検討に入っているが、その証拠となる資料が発見されないことから、対応に苦慮している」と『読売新聞』が報じる
  - 3月 韓国政府が国内の元慰安婦135名に対して500万ウォン（約74万円）の支給などの支援策を発表。また、日本の教科書に慰安婦に関した記述をするよう求める。
  - 3月 秦郁彦『昭和史の謎を追う』（文藝春秋社）出版。同年菊池寛賞を受賞。
  - 4月2日 フィリンピンの19人の元「慰安婦」らが日本政府の謝罪と補償を求めて東京地裁に提訴。原告は、最終的には46名となる。1998年10月9日、地裁で慰安婦側の請求を棄却、2000年12月6日、控訴棄却、同年12月25日、最高裁判所への上告が棄却され、慰安婦側の敗訴が確定。
  - 4月 宮城県の生活保護受給者宋神道（ソン・シンド）が、二次大戦中約七年間にわたりいわゆる従軍慰安婦とされ肉体的精神的苦痛を受けたとして、日本政府を相手取り、国際法及び民法に基づき、日本政府に767億5893万7500円の賠償金を求めて[注 30]、東京地裁に提訴（1999年10月1日、一審で請求棄却、2000年11月30日、控訴審の判決も請求棄却）。
  - 6月 高校日本史検定済み教科書7社9種類のすべてに、従軍慰安婦に関する記述が掲載されることが判明。
  - 6月11日 韓国で「日帝下日本軍慰安婦に対する生活安定支援法」が制定、同年8月から元「慰安婦」に一時金、生活費の支給を行う。
  - 1993年8月4日 日本政府が「慰安婦問題に関する第二次調査報告結果」を公表。それに関連し、河野洋平内閣官房長官が旧日本軍の強制連行を認める「河野談話」を発表。 「慰安所設置等に旧軍が関与し、慰安婦の募集も本人の意思に反して集められた事例が数多かった」とし、慰安婦に対し、「心からお詫びと反省を申し上げる」と謝罪。談話発表後の記者会見で「強制連行の事実があったという認識か」との記者の質問に、「そういう事実があったと。（それで）結構です」と答えた。これを受けた韓国外務省は「全体として強制性を認め、被害者に謝罪と反省を表明し、今後の歴史の教訓としていく意思を表明したことを評価する」との声明を発表。
  - 8月 上杉千年『検証従軍慰安婦 従軍慰安婦問題入門』（全貌社）刊行。
  - 8月 謝永光『日本軍は香港で何をしたか』（社会評論社）刊行
  - 8月4日 NHK教育テレビジョンが『50年目の“従軍慰安婦”』を放映。元慰安婦らが共同生活している「ナヌムの家」を紹介し、日本の反省や償いについて論じる。
  - 9月 産経新聞が夕刊（一部朝刊）で連載していた『人権考』で吉田清治証言を掲載し、「被害証言がなくとも、それで強制連行がなかったともいえない。吉田さんが、証言者として重要なカギを握っていることは確かだ。」と書く[94]。
  - 日本の弁護士3人がインドネシアの地元紙に「日本政府に対して補償を求める裁判のために元慰安婦は名乗り出て欲しい」という内容の広告を出す。

#### 1994・1995年
- 1994年
  - 5月3日 永野茂門法務大臣が記者会見で「慰安婦は当時の公娼 であって、それを今の目から女性蔑視とか、韓国人差別 とかは言えない。」と述べる。4日後、永野法務大臣は謝罪し引責辞任。
  - 11月22日「国際法律家委員会」（ICJ）が「慰安婦」報告書において、幼い少女たちを含む多数の女性たちが戦時中、日本の軍事施設に監禁されたのみならず、殴打や拷問を受け、繰り返し強姦されたと主張。
  - 12月 「世界抗日戦争史実維護連合会」発足。

- 1995年
  - 1月 『週刊新潮』1月5日号が取材の結果、吉田清治の証言が事実無根である事が判明したとの記事を掲載。吉田は「デッチ上げといわれても構わない。自分の役目はもう終った」と述べる。
  - 1月24日 日本弁護士連合会が「従軍慰安婦問題に関する提言」を政府に提出。立法措置などにより、元慰安婦らに補償するよう求める。
  - 2月1日 ジョージ・ヒックス『The Comfort Women』刊行[95]。10月邦訳刊行。
  - 4月 吉見義明『従軍慰安婦』（岩波新書）刊行。2000年に英訳版刊行。
  - 7月19日 元慰安婦への償い金を民間から募ることなどを目的として、日本政府の主導で財団法人「女性のためのアジア平和国民基金（アジア女性基金）」が発足。
  - 8月15日 村山富市首相が過去の日本の侵略戦争や植民地支配について公式に謝罪する村山談話を発表。
  - 8月15日 「大東亜戦争」（太平洋戦争）を総括する目的で自民党が1993年8月に立ち上げた「歴史・検討委員会」（委員長：山中貞則）が『大東亜戦争戦争の総括』（展転社）を出版。「『大東亜戦争』は、自存・自衛のアジア解放戦争であり、侵略戦争ではなかった」「『南京大虐殺』や『従軍慰安婦』は事実ではない」「加害・戦争犯罪はなかった」と総括。
  - 8月22日 韓国で元「慰安婦」および支援35団体が「民間基金構想撤回と被害者個人への謝罪と補償を求める共同声明」を発表。
  - 10月 ジョージ・ヒックス『性の奴隷 従軍慰安婦』（三一書房）刊行。
  - 11月 『大辞林』が第2版で【従軍慰安婦】をはじめて立項。〈日中戦争や太平洋戦争中、朝鮮などアジアから「女子挺身隊」の名で動員され、兵士相手に慰安所で性の相手になることを強いられた女性たち〉と記す
  - 11月22日 「国際法律家委員会」（ICJ）が、慰安婦被害者には個人補償請求権があるとする報告書を発表。
  - 12月 マリア・ロサ・L・ヘンソン『ある日本軍「慰安婦」の回想』（岩波書店）刊行

#### 1996年
- 1996年
  - 2月 文玉珠・森川万智子『文玉珠　ビルマ戦線楯師団の『慰安婦』だった私』（教科書に書かれなかった戦争Part22、梨の木舎）刊行
  - 2月6日 スイスのジュネーヴで開かれた国際連合人権委員会にラディカ・クマラスワミ（Radhika Coomara-swamy）「女性への暴力特別報告」（通称：クマラスワミ報告書）を提出。主に家庭内暴力についての報告であったが、附属文書で日本の慰安婦問題を取り上げ、「慰安婦」を「性的奴隷」と規定し、日本の行為を「『人道に対する罪』、奴隷制度を禁じた国際慣習法に違反する」と断定し、平和国民基金等で道徳的責任を果たしつつあることは評価しながらも、日本が法的責任を取って犠牲者に補償すること、公訴時効に関係なく責任者を処罰すること、さらに日本は教育課程にこの歴史的事実を含めることなどを勧告した（クマラスワミ勧告）[注 31]。同年4月20日、「クマラスワミ報告書」は、評価基準は最下の"take note"[注 32]（留意）ながらも全会一致で採択される（「報告者の活動」に対する評価は"welcome"（歓迎）であった）。
  - 5月14日 立法院の委員が9割超の台湾国会議員の署名入り要請書を日本政府に送付。「台湾女性約2000人を性奴隷にした」「国民基金ではなく国の責任による謝罪と補償を求める」等の記述。
  - 5月29日付の『週刊新潮』でのインタビューで、吉田清治が『私の戦争犯罪』中の記述において、人間狩りをしたという主張は否定しなかったが、「人間狩りを行なった場所がどこであるかについては創作を交えた」と認める。
  - 6月4日 自民党の奥野誠亮元法相が「従軍記者や従軍看護婦はいたが、『従軍』慰安婦はいない。商行為に参加した人たちだ。戦地で交通の便を（国や軍が）図っただろうが、強制連行はなかった」と発言。中国や韓国の政府から抗議を受ける。
  - 6月4日 来日中の韓国人元慰安婦（73歳）が自民党の板垣正参院議員と面会。「一部の日本人が強制がなかったとか妄言を吐くので、胸の中がかきまわされる思いだ。私が発言しないとわからないのか、と名乗り出た」と訴える。対価としてお金をもらっていないとの元慰安婦の話に板垣は「そういう例があったとはまったく信じられない」と疑問を呈した。
  - 6月末 橋本龍太郎首相が金泳三韓国大統領との首脳会談後、慰安婦問題について謝罪。
  - 中学校用歴史教科書の7年度検定結果が発表され、教科書を発行する7社が一斉に「強制連行」の一環として「慰安婦」問題を掲載していることが明らかになる。
  - 6月 自民党の「終戦50周年国会議員連盟」を改組して結成された「明るい日本・国会議員連盟」（会長：奥野誠亮会長、事務局長：板垣正）が教科書問題をめぐり、慰安婦は公娼であったとの主張を展開。
  - 6月末 国連人権委員会差別防止・少数者保護小委員会でクマラスワミ報告が採択された。
  - 7月下旬から8月上旬にかけて 大阪の「偏向教科書を正す会」が中学歴史教科書を出版する教科書会社全7社（日本書籍、東京書籍、大阪書籍、教育出版、清水書院、帝国書院、日本文教出版）に対して公開質問状を届ける。大阪に事業所（本社・支社）のある5社には持参し、東京の2社には郵送。街宣車が乗り付けた社もあった。[96]
  - 8月 小林よしのりが雑誌『SAPIO』連載の『新・ゴーマニズム宣言』第24章で、慰安婦問題を取り上げる。
  - 10月29日　全日本愛国者団体会議・関東協議会などの団体が大型バスを含む40台の街宣車を繰り出し、東京に本社・支社のある6社を訪問。教育出版や帝国書院の社前で抗議活動を繰り広げる[96]
  - 12月2日 藤岡信勝、西尾幹二、小林よしのり』、坂本多加雄、高橋史朗ら9名の呼びかけで「新しい歴史教科書をつくる会」が結成される。翌1997年1月30日、小杉隆文部大臣に教科書の慰安婦についての記述の削除を申し入れる。
  - 12月中旬 フェリス女学院大学の前学長・弓削達のもとにも「脅迫状」が送付され、大学周辺に街宣車が登場。[96]

#### 1997年
- 1997年
  - 1月 アジア女性基金による償い金の支給が始まる[97]。
  - 1月3日 『朝まで生テレビ!』に出演した吉見義明が「植民地での奴隷狩り的強制連行は確認されていない」こと、「挺身隊が慰安婦にさせられた例も確認されていない」ことを認める
  - 1月30日 慰安婦に関する調査を実施した平林博・内閣外政審議室室長は、参議院予算委員会において、政府が調査した限りの文書の中には軍や官憲による慰安婦の強制募集を直接示すような記述は見出せなかったが、「総合的に判断した結果、一定の強制性がある」との判断で「河野談話」の表現になった旨を答弁。河野談話の根拠となった韓国の遺族会がまとめた元慰安婦の証言集に対する裏付けは取っていない旨を述べる[98]。
  - 2月27日 自民党の安倍晋三の主導で自民党の当選5回以下の議員を中心に「日本の前途と歴史教育を考える若手議員の会」（会長：中川昭一、事務局長：安倍晋三、幹事長：平沼赳夫、現・「日本の前途と歴史教育を考える議員の会」）が結成される。
  - 3月 韓国の中学校、高校用の国定歴史教科書に従軍慰安婦に関する記述が今学期から掲載される。中学校の教科書では、、「女性までも挺身隊という名でひいていかれ、日本軍の慰安婦として犠牲にもなった」、高等学校の教科書では、「女性たちまで挺身隊という名でひいていかれ、日本軍の慰安婦として犠牲にもなった」と説明される。
  - 3月9日 元内閣官房副長官の石原信雄が『産経新聞』のインタビューで、募集の文書や担当者の証言を初め、日本側のデータには強制連行を裏付けるものはなかったことや、元慰安婦の名誉のため、強制性を認めるように強硬に要請していた韓国政府に対し、「強制性を認めれば、問題は収まる」という判断で、元慰安婦らの証言だけで強制性を認めたという「河野談話」発表に至る経緯を明かす[99]。また、「談話そのものではないが、趣旨は発表直前に（韓国側に）通告した。草案段階でも、内閣外政審議室は強制性を認めるかなどの焦点については、在日韓国大使館と連絡を取り合って作っていたと思う[100]」と述べた。一方、河野官房長官は同年3月31日付の朝日新聞のインタビューに応じ、「談話の発表は、事前に韓国外務省に通告したかもしれない。その際、趣旨も伝えたかもしれない。しかし、この問題は韓国とすり合わせるような性格のものではありません[101]」と述べている。
  - 3月10日 ジャーナリストの 櫻井よしこが『文藝春秋』4月号の「密約外交の代償」と題する論文で、加藤紘一元官房長官、石原信雄元官房副長官、谷野作太郎元外政審議室長などに対する直接取材の結果として、証拠に基づかずに、政治的判断で強制連行を認めた政府の外交を批判。
  - 3月12日 参議院の予算委員会において、平林博外政審議室長が「政府の発見した資料の中には強制連行を直接示す記述は見当たらなかったが、総合的な調査の結果についての総合判断により、一定の強制性を認めた」旨の答弁をする。[102]
  - 河野洋平元官房長官が「女性を強制的に徴用しろといいますか、本人の意思のいかんにかかわらず連れてこい、というような命令書があったかといえば、そんなものは存在しなかった。調べた限りは存在しなかったということは申しあげていいと思うんです。『資料がなかった』ということは事実としてはっきりさせておかなければいけない」と、自身の講演会で語る[103]。
  - 3月31日 『朝日新聞』が2ページの慰安婦問題の特集記事を掲載。吉田証言に関し、「間も無くこの証言を疑問視する声が上がった。済州島の人たちからも氏の著述を裏付ける証言は出ておらず、真偽は確認できない。吉田は『自分の体験をそのまま書いた』と話すが、『反論するつもりはない』として、関係者の氏名などデータの提供を拒んでいる」と、これまでの主張を修正し、「吉田証言の真偽は確認できない」とした。河野洋平元官房副長官のインタビューも掲載。
  - 5月 中学校教科書の慰安婦の記述削除を求める請願が各地の地方議会で相次ぐ。その問題に対して、「日本弁護士連合会」が「二度と過ちを犯さないため、事実を歴史教科書に記載して子供たちに伝えていくことが必要」と、請願を採択しないように地方議会に呼びかける声明を発表。
  - 6月27日 1997年度用中学校社会科教科書の検定に合格した7冊すべてに慰安婦に関する記述があることが判明。

#### 1998年
- 1998年
  - 4月27日 元慰安婦3人と元挺身隊員7人の計10人の韓国人女性が日本政府に総額5億6400万円の損害賠償と公式謝罪を求めた訴訟（関釜裁判）で初の司法判断。山口地裁下関支部は請求の一部を事実認定し、河野談話の後、国会議員に賠償立法の義務が生じたとし、国の立法義務、立法の不作為を認め、国に対し、「慰安婦」一人あたり30万円の支払いを命じる。河野談話が強制連行の証拠と認定される。しかし、控訴審（2001年3月29日、広島高等裁判所）は、一審判決を破棄し、最高裁への慰安婦側の上告（2003年3月25日）も棄却され、最終的には慰安婦側の敗訴が確定）
  - 4月28日 『産経新聞』（1998年4月28日付）が「主張」の欄で、「慰安婦訴訟 禍根を残した『河野談話』」との記事で、慰安婦側の訴えた認めた前日の判決を批判。裏づけとなる証拠がない「河野談話」を根拠に強制連行を認めたこと、河野談話によって、国会での立法義務が生じたとされたこと、戦後補償問題を清算した「日韓基本条約」締結との関係が不明確である点を批判。[104]
  - 7月31日 小渕内閣の中川昭一は 農林水産大臣就任直後の記者会見で、「中学校の教科書に従軍慰安婦に関する記載があるのは疑問」、「強制連行があったかどうかは分からない」などと述べ、中国、韓国からの強い反発を受け、翌日、発言を撤回した。
  - 8月 国連人権委員会差別防止・少数者保護小委員会で、アメリカのゲイ・マクドゥーガル国連人権委員会特別報告者の「武力紛争時における組織的強姦、性奴隷及び奴隷類似慣行に関する最終報告書」（「マクドゥーガル報告書」）が採択され、附属文書で、日本の慰安婦の制度は「奴隷制」であり、慰安所は「強姦収容所」、慰安婦は強姦、性暴力を受けた「性奴隷」であるとし、慰安婦の日本政府に対する賠償請求権を認め、政府、軍関係者、兵士個人も訴追し、裁くべきであるとした。これは人権小委員会の勧告としては採択されず。
  - 8月 韓国で、「ナヌムの家」の隣に建てられた「日本軍慰安婦歴史館」がオープン。
  - 8月4日 『読売新聞』が「『慰安婦』問題をもてあそぶな」と題した社説で、「わざわざ韓国の反発をそそのかしているような報道がある」、中川農相が発言を撤回したのは、「歴史を捏造していた一部マスコミが、捏造への反省も訂正もないまま、重ねて問題発言だとして騒いだからだ。」と『朝日新聞』を暗に批判する。
  - 8月11日 読売新聞が「国連の権威損なう『慰安婦』報告」と題し、「慰安婦強制連行説」を捏造した者とそれを追認した「河野談話」を厳しく批判。
  - 11月 『諸君!』11月号において、秦郁彦が吉田清治本人が自著をフィクションであることを認めたと述べる。
  - 11月 『広辞苑』が第5版で【従軍慰安婦】をはじめて立項。「日中戦争・太平洋戦争期、日本軍によって将兵の性の対象となることを強いられた女性。多くは強制連行された朝鮮人女性」と記載

#### 1999年
- 1999年
  - 6月 秦郁彦『慰安婦と戦場の性』（新潮社）刊行。

### 2000年代

#### 2000〜2001年
- 2000年
  - 7月 中学校歴史教科書の検定申請本8種の内容が公開され、「慰安婦」についての記述が3社に減少することが判明。
  - 9月 シンガポール首相のリー・クアンユー回顧録(上)が発刊。シンガポールが日本に占領されたが、慰安所があったため、レイプ事件は少なかったと記載(P40)。また、英国軍相手の売春婦も、ウォータールー・ストリート周辺に存在したとも記載。[105]
  - 11月 VAWW-NETジャパン編『「慰安婦」戦時性暴力の実態I日本・台湾・朝鮮編』（緑風出版）刊行
  - 12月8日から12日 東京で慰安婦制度など戦時中の旧日本軍による性暴力を裁こうと、VAWW-NETジャパンを初め、日本とアジアの非政府組織（NGO）が東京で民間の模擬法廷、「女性国際戦犯法廷」を開く。最終日には四人の裁判官が「性奴隷化を図った慰安婦制度は当時の国際法に違反する犯罪」とする判決を発表。
  - 12月 VAWW-NETジャパン編『「慰安婦」戦時性暴力の実態II 中国・東南アジア・太平洋編』（緑風出版）刊行
  - 12月 吉見義明『従軍慰安婦』英訳版『Comfort Women: Sexual Slavery in the Japanese Military During World War II』刊行[106]。

- 2001年
  - 2月17日 元職員からセクハラを告発されていた『ナヌムの家』の園長が、女性職員との性関係を認め、園長職から退き、僧籍を離れることを表明[107]。
  - 3月1日 読売新聞社説で慰安問題が捏造であると指摘。「特定マスコミが、戦時の勤労動員だった女子挺身隊を強制的な"慰安婦狩り"制度だったと歴史を捏造した結果、一時、日韓関係を極度に悪化させた。歴史を捏造してまで日本を比類のない悪の権化に貶めようなどというのは、「自虐史観」の極みである。中韓両国は、こうした特定マスコミの報道に便乗して対日外交カードとするようなことがあってはなるまい」と主張。
  - 5月8日 韓国政府が日本政府に対して中学校の「つくる会」の歴史教科書などに対し修正を要求。
  - 5月16日 中国政府が日本政府に対し、「つくる会」の歴史教科書教科書の8項目について記述修正を要求。
  - 7月9日 文部科学省が韓国・中国政府の修正要求に対して、「つくる会」歴史教科書に対する訂正は求めない方針を示す。

#### 2002〜2003年
- 2002年
  - 韓国女性省は、新学期から使用される中学2年と高校1年の歴史教科書の慰安婦関連の記述について「多数の女性を強制動員して、日本軍が駐屯するアジア各地に送り、慰安婦として非人間的な生活を強要した」などと、詳細且つ具体的な表現にする方針を発表、教育省に提案[注 33]。韓国女性省は「慰安婦が強制動員だったことと、性の奴隷としての生活を強いられたことを明確にする」、「慰安婦問題についてのビデオCDを教師向け教材として全国の中・高校に配布する」などの方針を示す。
  - 2月24日 立命館大学で開かれた「東アジアの平和と人権」国際シンポジウム日本大会（朝日新聞社後援）において、韓国・慶南大学客員教授（社会学）の金貴玉（キム・ギオク）（40）が、朝鮮戦争時の韓国軍にも慰安婦制度があったと発表[108]。
  - 3月28日 在日韓国人で唯一元慰安婦であると名乗り出た宋神道（80）が日本政府を相手取り、謝罪と補償を求めていた訴訟で、最高裁第二小法廷（北川弘治裁判長）は宋側の上告を棄却し、宋の敗訴が確定。
  - ユキ・タナカ（田中利幸）『Japan's Comfort Women』刊行。400人を超える女性への聞き取り調査に言及。当時、「ユキ・タナカ」が歴史学者・田中利幸の筆名であることは広く知られておらず、「正体不詳の著者」による本、女性の著作と誤解されることがよくあった[109]。

- 2003年
  - 3月25日 「関釜裁判」の上告が棄却され、慰安婦側の敗訴が確定。
  - 7月22日 日本国東京高等裁判所は、アジア太平洋戦争韓国人犠牲者補償請求控訴事件控訴審判決において、日本国は慰安所の経営者と共同事業者的立場に立つ者であり、売春管理に当たり慰安婦の生命及び健康等を危険から保護するよう配慮すべき安全配慮義務を負う場合があり得たとの認識を示した。また慰安所雇用主とこれを管理監督していた旧日本軍人の個々の行為の中に慰安行為強制するにつき不法行為を構成する場合もなくはなかったと推認され、そのような事例については、日本国は不法行為責任を負うべき余地もあったとの判断を示した。ただし裁判所は原告の請求権が条約により消滅したとして賠償請求を退けた[110]。
  - 12月 西野瑠美子『戦場の「慰安婦」』（明石書店）刊行

#### 2004年
- 2004年
  - 2月、韓国国内で挺身隊（慰安婦）をテーマにした映像・写真集が民間業者によって撮影されたが、被写体女性が上半身裸であったことから「商業的ヌードに挺身隊のイメージを利用するのは冒涜だ」と市民から猛抗議が起きた。結果、企画は中断された。
  - 3月17日 韓国挺身隊問題対策協議会が韓国、日本、米国、フィリピン、台湾、スペイン、ベルギー、ドイツの8ヶ国で水曜集会600回を記念して1000人余りで日本政府に公式謝罪と賠償を求めるデモを行った[90]。
  - 9月2日 「過去史真相究明論争」をテーマにした「MBC100分討論」において、ソウル大学の李栄薫教授（経済学部）が、「韓国戦争(朝鮮戦争)当時の韓国人による慰安所や米軍部隊近くのテキサス村に対する韓国人の反省と省察がない」、「朝鮮総督府が強制的に慰安婦を動員したと、どの学者が主張しているのか」、「日本は挺身隊を管理した責任があるが、韓国民間人の問題も取り上げるべきだ」と主張。これに対しインターネット上で抗議が殺到、韓国挺身隊問題対策協議会も教授職辞任を要求[111]。9月6日、李教授は「ナヌムの家」を訪問し、元慰安婦らに謝罪。
  - 11月27日 中山成彬文部科学省大臣[注 34]が大分県別府市でのタウンミーティングの席上で、歴史教科書について「極めて自虐的で、やっと最近、いわゆる従軍慰安婦とか強制連行とかいった言葉が減ってきたのは本当に良かった」と述べる。
  - 『親日派のための弁明』の著者、金完燮が7年前に19万部のベストセラーとなった『娼婦論』に慰安婦制度を肯定する最終章を加えた日本版『娼婦論』（日本文芸社刊）を出版。韓国の女性団体が主張する「日本軍用女性奴隷」という用語は、「日本の国家的イメージを失墜させようとする意図が見え隠れする」と指摘、「慰安婦制度は戦場となった住民の安全を守るために必要不可欠だった」と肯定、「韓国の教科書で教える10万とも20万とも言われる女性が連行されたとする内容も情報操作された数字だ」とした。
  - 12月3日 細田博之内閣官房長官が閣僚として初めて元慰安婦と面談（非公開）。「（慰安婦問題）は父親の世代の罪。心から反省し、おわびする」と謝罪v面会したのは韓国人の李容珠とフィリピン人のベアトリス・トゥアソン。この面会は民主党の岡崎トミ子副代表（当時）の求めによる。}}。

#### 2005〜2006年
- 2005年
  - 3月27日 安倍晋三自民党幹事長代理が講演会で、「従軍慰安婦は作られた話」と述べる[112]。
  - 4月 中学歴史教科書では、「慰安婦」の記載は申請段階で1社となる。
  - 6月 中山文科相が「従軍慰安婦という言葉はその当時なかった」と発言したことが、韓国などから反発を招く。
  - 8月10日 第二次世界大戦終結60周年世界60都市同時集会・デモが東京、ソウル、マニラ、サンフランシスコなどで日本政府や在外公館に対する集会やデモとして取り組まれた。日本政府に対し、国連勧告に従い元「慰安婦」への賠償を訴える。
「アムネスティ・インターナショナル」が、第二次世界大戦終結から60年を迎える直前のこの日の「水曜デモ」を機に、慰安婦とその支援者らに賛同することを発表[113]。

- 2006年
  - 3月15日、700回目の水曜デモが国会前で行われる。民主党の郡和子が「一日も早く謝罪と補償」を訴えた[114]。
  - 10月5日 安倍晋三首相が「河野談話」を「私の内閣で変更するものではない」とし、政府として引き継いでいくことを明言する。
  - 10月25日 内閣官房副長官の下村博文が東京・有楽町の日本外国特派員協会における講演で、「河野談話」について、「もう少し事実関係をよく研究し、時間をかけて、客観的に科学的な知識を収集し考えるべきだ」と述べる。
  - 11月 朱徳蘭『台湾総督府と慰安婦』（明石書店）刊行

#### 2007年
- 2007年
  - 1月末 マイク・ホンダら6人の民主党米下院議員が共同署名で米下院に慰安婦問題に対する日本政府の謝罪要求決議案（アメリカ合衆国下院121号決議）を提出。戦時中に日本が、アジアの女性たちを強制的に「性奴隷」にしたことに対する首相の公式謝罪などを求める内容。
  - 2月15日 米下院院外交委員会アジア太平洋・地球環境小委員会における公聴会で、李容洙、金君子、ジャン・ラフ・オハーンの3人の元慰安婦が証言。
  - 2月19日 衆院予算委員会において、麻生太郎外務大臣が慰安婦をめぐる対日非難決議案にある「日本軍による強制的な性奴隷化」という記述について「決議案は客観的事実に基づいていない。日本政府の対応を踏まえておらず、はなはだ遺憾だ」と不快感を表明。麻生外相は同年3月11日、フジテレビの番組で、この対日非難決議案をめぐる動きについて「日米（関係）を離間させる有効な手段だ」として、第三国による対日工作の可能性を指摘。司会者の「北朝鮮や中国による工作か」との質問に同意する[115]。
  - 2月21日 衆院内閣委員会で戸井田徹議員が「1953年2月27日の参院本会議・藤原道子議員の質問をマイク・ホンダ議員に翻訳して差し上げてもらいたい」と述べる。
  - 2月25日 フジテレビ系列の『報道2001』に中継で出演したマイク・ホンダは、「謝罪要求決議案は、反日の決議案ではなく、和解・平和ということを意識した決議案である」、「国会において、総理大臣が正式にきちんと陳謝するというプロセスが重要である」という旨を述べる。また、強制連行があった根拠を問われ、「被害者の証言」や「アジア女性基金による支援」、「河野談話」、「総理の謝罪」がなされたこと自体が根拠だと主張。
  - 3月1日 自民党の「日本の前途と歴史教育を考える議員の会」が「慰安婦に対して、日本軍の強制連行はなかった」との見解を明らかにし、政府に慰安婦問題に対する調査を要求[116]。
  - 3月1日 安倍晋三首相が「河野談話」に関する記者の質問に対して「旧日本軍の強制性を裏付ける証言は存在していない」と語り、国内外から波紋を呼ぶ。
  - 3月5日 参院予算委員会において、安倍首相が、「（米下院に提出された慰安婦問題をめぐる対日非難）決議案は客観的事実に基づいていない」、「決議があっても謝罪することはない」と答弁する。
  - 3月13日 ダンカン・ハンター（en）共和党下院議員、時事通信社の取材に対し「日本政府は歴史的事実に立脚し、謝罪することが必要だ」と述べる[117]。理由については「関係者の話を聞いたところ、多くの女性が慰安婦として人道的にひどい扱いを受けたことは事実だと判断したため」としている（ハンターは日米関係を重視する保守派として知られているが、3月5日にアメリカ合衆国下院121号決議の共同提案者に加わっている）[117]。
  - 3月14日 自民党の議員連盟「日本の前途と歴史教育を考える議員の会」会長の中山成彬 元文部科学相と下村博文官房副長官との会談で、当面は慰安婦問題に関する再調査しないことで合意。
  - 3月16日 日本政府は閣議において、社会民主党の辻元清美の慰安婦問題に関する質問主意書[118] に対して、「政府が発見した資料の中には、軍や官憲によるいわゆる強制連行を直接示す記述は見当たらなかった」とする答弁書[119] を出す。
  - 3月23日 「日本外国特派員協会」（東京・有楽町）で記者会見した中曽根康弘元首相に慰安婦問題に関する質問がなされる。海軍将校だった中曽根がボルネオ島で「慰安所」を設営したと回顧録で述べていることに対し、外国人ジャーナリストらが追及。中曽根は「私は飛行場を作る施設部隊にいた。（相当な期間を要するので、）徴用した工員たちのための娯楽施設を設営した」と説明。「『娯楽』とはどんな娯楽か」「強制はあったのか……」との質問に「海軍におったのでその点は知らない」とし、慰安婦問題については「河野談話を踏まえて謝罪すべきは謝罪する……」と答える[120]。
  - 3月24日 米紙『ワシントン・ポスト』が「安倍晋三の二枚舌（Shinzo Abe's Double Talk）」と題する社説を掲載[121]。歴史的な記録により、日本が慰安婦を強制連行したことは「北朝鮮が日本の市民を拉致した証拠に劣らず説得力がある」、「拉致問題で国際的な支援を求めるなら、彼は日本の犯した罪の責任を率直に認め、彼が名誉を傷つけた被害者に謝罪すべきだ」とし、「河野談話」を後退させてはならないと主張した。
  - 3月28日 アメリカで最も使われている歴史教科書「伝統と出会い:過去に対する世界的 展望（Tradition & Encounters: A Global Perspective on the Past）」に、日本軍が当時、最大 30万人に達する女性たちを慰安婦として強制連行したとの記述があることが判明[122]。衆院内閣委員会で戸井田徹議員が敗戦直後に特別高等警察が編集した『進駐軍ノ不法行為』(特殊慰安施設協会の項参照)[123][124] を紹介。
  - 3月31日 元従軍慰安婦への償い事業を十二年間行ってきた「アジア女性基金」が解散。
  - 3月31日 米の『ニューヨーク・タイムズ』が国際面の1ページを使って吉見教授のインタビューを掲載。「軍の関与を示す資料発掘によって論争に終止符が打たれたのに、安倍晋三に先導された若い民族主義者の政治家らが河野談話の撤回に向けたロビー活動を行った」という旨の批判。
  - 4月3日 アメリカ議会調査局の専門家らが「日本軍の『慰安婦』システム」と題する議員の審議用資料とする報告書を作成。「軍による女性の強制徴用」について、「日本軍はおそらくほとんどの徴募を直接に実行はしなかっただろう。特に朝鮮半島ではそうだった」との見解を示す。また、アジア女性基金の設立や「河野談話」など、日本政府が謝罪や賠償の努力を重ねてきたことを指摘、日本へ更なる謝罪や賠償を要求することに疑問を呈す[125]。
  - 4月17日 林博史関東学院大学教授が外国特派員協会における記者会見で、「従軍慰安婦」問題に関する新資料七点を発表。戦後の東京裁判でオランダ、フランス、中国の検察団が提出した尋問調書や陳述書が旧日本軍が慰安婦を強制連行し、性行為を強要したことを示していると主張。
  - 4月26日 米紙ワシントン・ポストに慰安婦問題ワシントン連合（徐玉子会長）など在米韓国系団体が「The Truth about Comfort Women(慰安婦の真実)」と題した意見広告を掲載。「日本はこの犯罪に全面的な責任を取ったことは一度もない」と非難、慰安婦問題に関し日本政府の謝罪を求める下院対日決議案の採択を求める。
  - 4月27日 総理として初の訪米した安倍晋三は連邦議会においての上下両院幹部との会談で、「慰安婦問題について「私の真意が正しく伝わっていない」「辛酸をなめられた元慰安婦の方々に、個人として首相として心から同情するとともに、極めて苦しい状況に置かれたことに申し訳ないという気持ちでいっぱいだ」と元慰安婦らに対する同情と「苦しい状況に置かれたこと」についてのおわびを表明[126]。
  - 6月14日 米紙ワシントン・ポストにTHE FACTS（真実）という意見広告が掲載。同年4月26日の韓国系団体による意見広告「慰安婦の真実」に日本の歴史事実委員会などが中心になって対抗したもの。

#### 2008年
- 2008年
  - 1月に刊行された広辞苑6版では、従軍慰安婦について大幅に修正された。
    - 【朝鮮人強制連行】日中戦争・太平洋戦争期に100万人を超える朝鮮人を内地・樺太（サハリン）・沖縄・東南アジアなどに強制的に連行し、労務者や軍夫などとして強制就労させたこと。女性の一部は日本軍の慰安婦とされた。
    - 【従軍慰安婦】日中戦争・太平洋戦争期、日本軍によって将兵の性の対象となることを強いられた女性。植民地・占領地出身の女性も多く含まれていた。

  - 8月 梶村太一郎ほか『「慰安婦」強制連行―史料 オランダ軍法会議資料×ルポ 私は“日本鬼子”の子』（金曜日）刊行
  - 10月30日 国際連合人権委員会のB規約（市民的および政治的権利）人権委員会が日本政府に死刑廃止の検討と、慰安婦問題について法的責任の認識と謝罪を初めて勧告[127]。

#### 2009年
- 2009年
  - 1月8日 米紙『ニューヨーク・タイムズ』が記事「Ex-Prostitutes Say South Korea and U.S. Enabled Sex Trade Near Bases」において韓国政府やアメリカ人によってアメリカ軍に対する売春を強制されていた女性達の声を掲載した[128]。
  - 1月10日 日本の麻生太郎総理と韓国李明博大統領の間で、強制徴用と慰安婦問題について謝罪要求放棄を誓約
  - 1月27日 元慰安婦の損害賠償請求権譲渡を可能に、法改正推進国会の金映宣（キム・ヨンソン）政務委員長は、日本軍従軍慰安婦被害者らの日本政府に対する損害賠償請求権を家族や友人、民間団体などに譲渡できるようにした「日帝下日本軍慰安婦被害者に対する生活安定支援及び記念事業などに関する法律」改正案を国会に提出した。改正案が成立すれば、慰安婦被害者の死後にも日本に持続的に賠償を請求できるようになる[129]。また日韓基本条約については無効としている。
  - 8月14日 ソウル行政裁判所は「1965年に締結された日韓請求権並びに経済協力協定により、大韓民国外交通商部としては「すでに補償は解決済み」とした。

### 2010年代

#### 2010年
- 2010年
  - 3月15日 大韓民国外交通商部が、あらためて慰安婦については「1965年の対日請求の対象外」として「日本政府の法的責任を追及し、誠意ある措置を取るよう促している」と再度要求を開始[130]。
  - 4月28日 フィリピン最高裁が、フィリピン政府に日本政府への謝罪要求を支持するよう求める訴えを退ける[131]。
  - 10月　ニュージャージー州バーゲン郡パリセイズ・パーク（公立図書館脇）に慰安婦の碑が設置される。

#### 2011年
- 2011年
  - 8月30日 韓国の憲法裁判所が「韓国政府が日本軍慰安婦被害者の賠償請求権に関し具体的解決のために努力していないことは違憲」と判決[132][133]。
  - 9月15日 韓国外交通商省の趙世暎東北アジア局長は「慰安婦と被爆者の賠償請求権が請求権協定により消滅したのかどうかを話し合うため、日韓請求権・経済協力協定第3条により両国間協議を開催することを希望する」という口上書を日本側に提出。9月24日のニューヨークでの日韓外相会談、10月6日のソウルでの日韓外相会談でも同様の要求をおこなう。
  - 11月27日 高知市の市民団体「平和資料館・草の家」が旧海軍の資料を公表。資料には「主計長の取計（とりはからい）で土人女を集め慰安所を開設気持の緩和に非常に効果ありたり」とある。これは1978年の中曽根康弘の回顧録に符合するものである。同団体は「中曽根氏が現地の女性を集めて慰安所を設置するよう計らったことは明らか。軍の関与を示す重要な資料」と主張している[134]。
  - 12月8日 慰安婦は志願であったとネット上に書き込んだ韓国人が韓国政府によって「情報通信網の利用促進及び情報保護などに関する法律違反」で検挙される[135]。
  - 12月14日 駐韓国日本大使館前に13歳の少女慰安婦と称する銅像を設置[136]。
  - 12月17日 訪日した李明博大統領が在日本大韓民国民団大阪本部で演説を行い「慰安婦問題を解決しなければ日本は永遠に韓日間の懸案を解決できない負担を抱えることになるだろう」と述べた[137]。
  - 12月17日 金正日死亡。「挺対協」代表の尹美香が弔電を打つ[注 35]。

#### 2012年
- 2012年
  - 5月5日 ソウル市西大門区に日本軍慰安婦問題について展示する戦争と女性の人権博物館[注 36]が3億円(35億ウォン)をかけて建設された[138]。日本でも日本建設委員会が結成され、多数の運動家・運動団体や研究者が呼びかけ人となり[139]、自治労、JR総連、NTT労働組合大阪支部などが寄付をした[140]。
  - 6月16日 ニューヨークのアイゼンハワー公園に「日本軍が性的奴隷にするため、20万人を超える少女らを強制動員した」とする碑文が刻まれた慰安婦碑が韓国人によって設置される[141]
  - 8月14日 李明博韓国大統領が日本の天皇に謝罪を求める発言を行う（李明博による天皇謝罪要求）。
  - 9月3日 参議院決算委員会で国民の生活が第一（当時）の外山斎議員が河野談話の見直しを訴え、河野洋平の参考人招致を要求した。

#### 2013年
- 2013年
  - 1月16日 ニューヨーク州議会でトニー・アベラ上院議員らが「日本軍慰安婦は人道に対する罪で20世紀最大の人身売買」と断定し、日本に謝罪を求める決議案を提出[142]、2013年1月29日に上院で採択された[143]。
  - 2月13日 大阪府警公安第三課は、日本軍『慰安婦』問題・関西ネットワークの4人を在日特権を許さない市民の会会員への傷害被疑者として出頭を求めるとともに家宅捜査を行った[144]。
  - 5月16日 アメリカ合衆国国務省のジェン・サキ報道官の記者会見において、朝日新聞の大島隆記者が、アメリカ合衆国は慰安婦を「性奴隷」として定義しないのかと質問したが、サキ報道官は「慰安婦の定義について、あなたは特定の事象を具体化しようとしている。米国は慰安婦は慰安婦であると過去から述べている(Again, I don’t know that I’m going to define it. You kind of laid out the specific details there, and we have described this issue in the past as comfort women)」と回答された。[145]
  - 7月30日 カリフォルニア州グレンデール市の公園に慰安婦像が設置される

#### 2014年
- 2014年
  - 1月9日 教科書会社数研出版が、高校で使われる公民教科書から「従軍慰安婦」と「強制連行」の記述の削除を文部科学省に申請し、認められた[146]。
  - 7月 国連の自由権規約委員会が、日本の人権状況に関する最終見解を発表し慰安婦問題について、人権侵害行為を調査し加害者の刑事責任を追及することや日本政府による謝罪表明などを勧告した[147]。
  - 8月5日 朝日新聞が吉田清治の証言を虚偽と認定し、過去の記事のいくつかを撤回する[148][149]。その根拠として、2014年4月から5月にかけて済州島内で70代後半から90代の計約40人から話を聞いたが強制連行したという吉田の証言や記述を裏付ける証言は得られなかったとした[148]。
  - 8月14日 米国ミシガン州デトロイト市の韓国人文化会館前に慰安婦像が設置される
  - 8月22日 朝日新聞デジタルで朝日新聞8月5日の1面「慰安婦問題の本質　直視を」と16面・17面の「慰安婦問題を考える」の特集記事の英文を掲載[150]。
  - 9月27日 しんぶん赤旗は、吉田証言の記事を取り消した[151]。
  - 11月 産経新聞によれば、米国政府がクリントン、ブッシュ両政権下で8年かけて実施したドイツと日本の戦争犯罪の大規模な再調査の結果、日本が強制的に慰安婦にしたという主張を裏づける米国側の公的文書は一点も発見されなかった。この結果を受け米国人ジャーナリストのマイケル・ヨンは「これだけの規模の調査で何も出てこないことは『20万人の女性を強制連行して性的奴隷にした』という主張が虚構であることを証明した。日本側は調査を材料に、米議会の対日非難決議や国連のクマラスワミ報告などの撤回を求めるべきだ」と語った[152]。

#### 2015年
- 2015年
  - 5月5日 日本の歴史家たちを支持する声明が発表された。
  - 6月11日 同じ日に2人の元慰安婦、キム・ダルソン（김달선、91歳）とキム・ウェハン（김외한、金外漢、81歳）が老衰で死去。韓国政府に登録された慰安婦被害者238人中、生存者は50人になった。[153][154]。
  - 12月28日　慰安婦問題、日韓が慰安婦問題を最終的かつ不可逆的に解決し決着し、日本政府が10億円を韓国が設立する元慰安婦支援のための財団に拠出すること、国連など国際社会で慰安婦問題に関する相互批判をやめることを申し合わせた（慰安婦問題日韓合意）[155][156]。

### 2020年代

#### 2020年
- 2020年
  - 9月28日 韓国系市民団体「コリア協議会」によって、ドイツのベルリン市の中心部に慰安婦像（平和の少女像）が設置される[157][158]。

#### 2021年
- 2021年
  - 2月 ハーバード大学のマーク・ラムザイヤー教授が、慰安所は戦時中の売春宿であり慰安婦の仕事は契約に基づくものだったとする論文を学術誌に発表する事が報じられると、アメリカでは韓国系市民団体が日本製品の不買を呼び掛けたり、論文の撤回を求める動きが広がった。韓国政府は「被害者の名誉と尊厳を棄損する試みだ」と批判した[159]。

- 2023年
  - 1月 International Review of Law and Economics誌が、ラムザイヤー論文の撤回要求を拒否[160]。
  - 11月、韓国人元慰安婦が、日本政府に損害賠償を求めて2016年に提訴していた裁判で、ソウル高裁が「不法行為については国家の免責は認められない」として、日本政府に1人あたり2億ウォン（約2300万円）の支払いを命じる逆転有罪判決[161]。